# Stadtmauer (Eisenach)

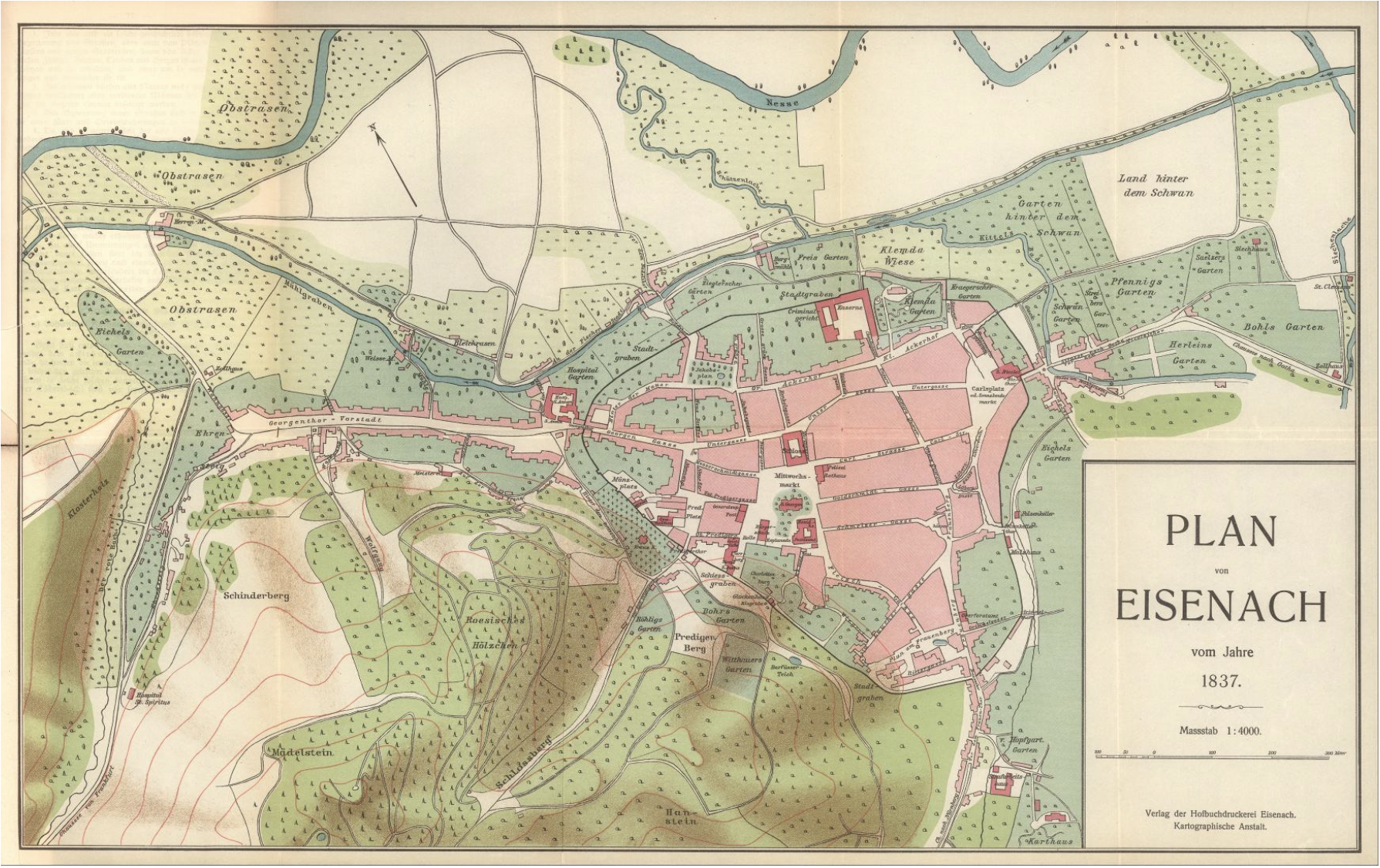
Stadtplan Eisenach mit dem Verlauf der ehemaligen Stadtmauer, 1837

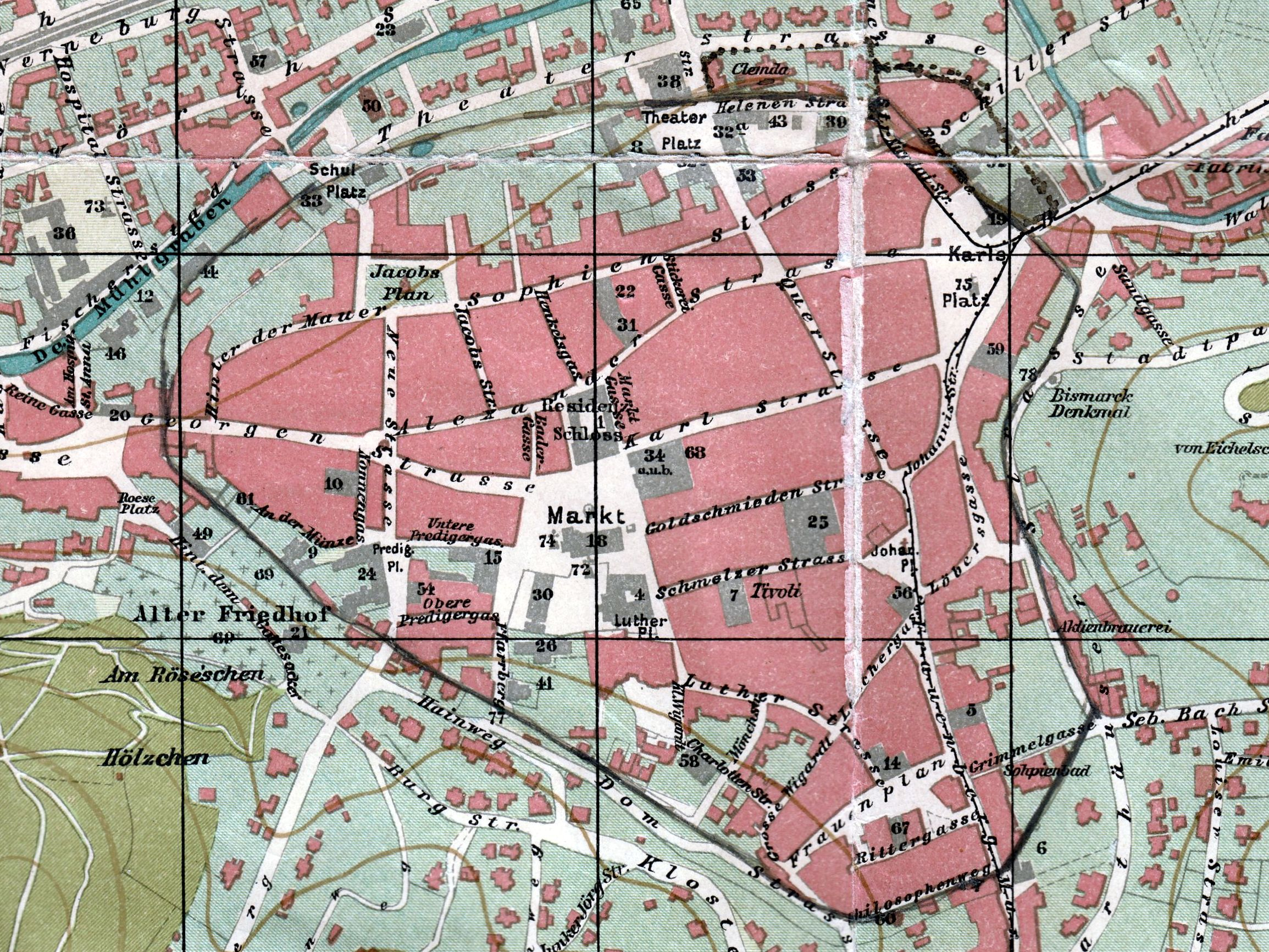
Ausschnitt aus dem Stadtplan Eisenach mit dem nachträglich eingezeichneten Verlauf der ehemaligen Stadtmauer, 1908

Die Eisenacher Stadtmauer ist die historische Stadtbefestigung der Stadt Eisenach. Ihre Errichtung begann sehr wahrscheinlich in der zweiten Hälfte des 12. Jahrhunderts im Zuge der Stadtgründung und planmäßen Anlage Eisenachs durch die Landgrafen von Thüringen, der Rückbau erfolgte etappenweise im 18. und 19. Jahrhundert. Ihr Umfang betrug 2,83 km. 

## Geschichte
Eisenach wird in einer Urkunde Ludwigs III., die spätestens 1189 ausgestellt wurde, als Stadt (civitas) bezeichnet. Die Eisenacher Stadtmauer wurde 1216 erstmals urkundlich erwähnt. Ihr Bau begann im 12. Jahrhundert unter Landgraf Ludwig II. Die Bewohner der umliegenden Ortschaften mussten als Frondienst beim Bau der Mauer helfen; sie verwendeten hierbei je nach ihren eigenen Kapazitäten unterschiedliche Materialien und Mauerstärken. Das im Schnitt acht Meter hohe Bauwerk war mit sieben Wachtürmen und zehn Aufstiegstürmen versehen, fünf bewachte und verschließbare Tortürme sorgten für den Zugang zur Stadt. Zusätzliche Sicherheit brachten Gräben und Wälle vor der Stadtmauer.
Die Mauer verlief vom Nikolaitor aus entlang der heutigen Wartburgallee zum Frauentor (am heutigen Frauenplan) und zum Eisenacher Dom, von dort entlang der heutigen Domstraße am Glockenturm entlang zum Predigertor (oberhalb der Predigerkirche), vorbei am späteren Luthergymnasium und dem Alten Friedhof zum Georgentor in der heutigen Georgenstraße, von dort in nördliche und westliche Richtung, im Bereich des heutigen Jakobsplans das fünfte Stadttor (Nadeltor) passierend, zur Wasserburg Klemme, dann nach Süden abknickend zurück zum Nikolaitor. Der Ausbauzustand und Verlauf der Mauer war im Lauf der Jahrhunderte mehreren Veränderungen unterworfen.
Zum Ende des Mittelalters verlor die Stadtbefestigung ihre strategische Bedeutung. Bereits im Dreißigjährigen Krieg bot sie der Stadt keinen vollständigen Schutz mehr. Die Stadttore wurden dennoch, soweit noch vorhanden, noch bis ins Jahr 1832 allabendlich geschlossen. Mit der einsetzenden Industrialisierung und daraus resultierenden Vergrößerung der Stadt über die mittelalterlichen Stadtgrenzen hinaus wurden weite Teile der Stadtmauer im Laufe des neunzehnten Jahrhunderts abgetragen, ebenso vier der fünf Stadttore. Das Nadeltor wurde als erstes Stadttor bereits im Jahr 1786 niedergelegt. Das Georgentor wurde 1817, das Frauentor 1818 abgetragen, das Predigertor folgte 1829, um dessen Material beim Bau der Leichenhalle des Friedhofs wiederzuverwenden. Größere Abrissarbeiten an der Stadtmauer erfolgten 1835. Als letztes Stadttor blieb das Nikolaitor erhalten. 
Die erhaltenen Reste der Stadtbefestigung stehen seit den 1970er Jahren unter Denkmalschutz. Reste der Stadtmauer finden sich in der Domstraße, am Alten Friedhof, am Hellgrevenhof, am Annenstift, Hinter der Mauer, in der Grimmelsgasse und im Bereich der Schillerstraße hinter dem Diakonissenmutterhaus. Mit dem Storchenturm ist auch ein Wach- und Gefängnisturm erhalten; in einem Park in der Straße Hinter der Mauer befindet sich ein Aufstiegsturm.

## Galerie
Entgegen dem Uhrzeigersinn vom Nikolaitor aus gesehen erhalten sind:

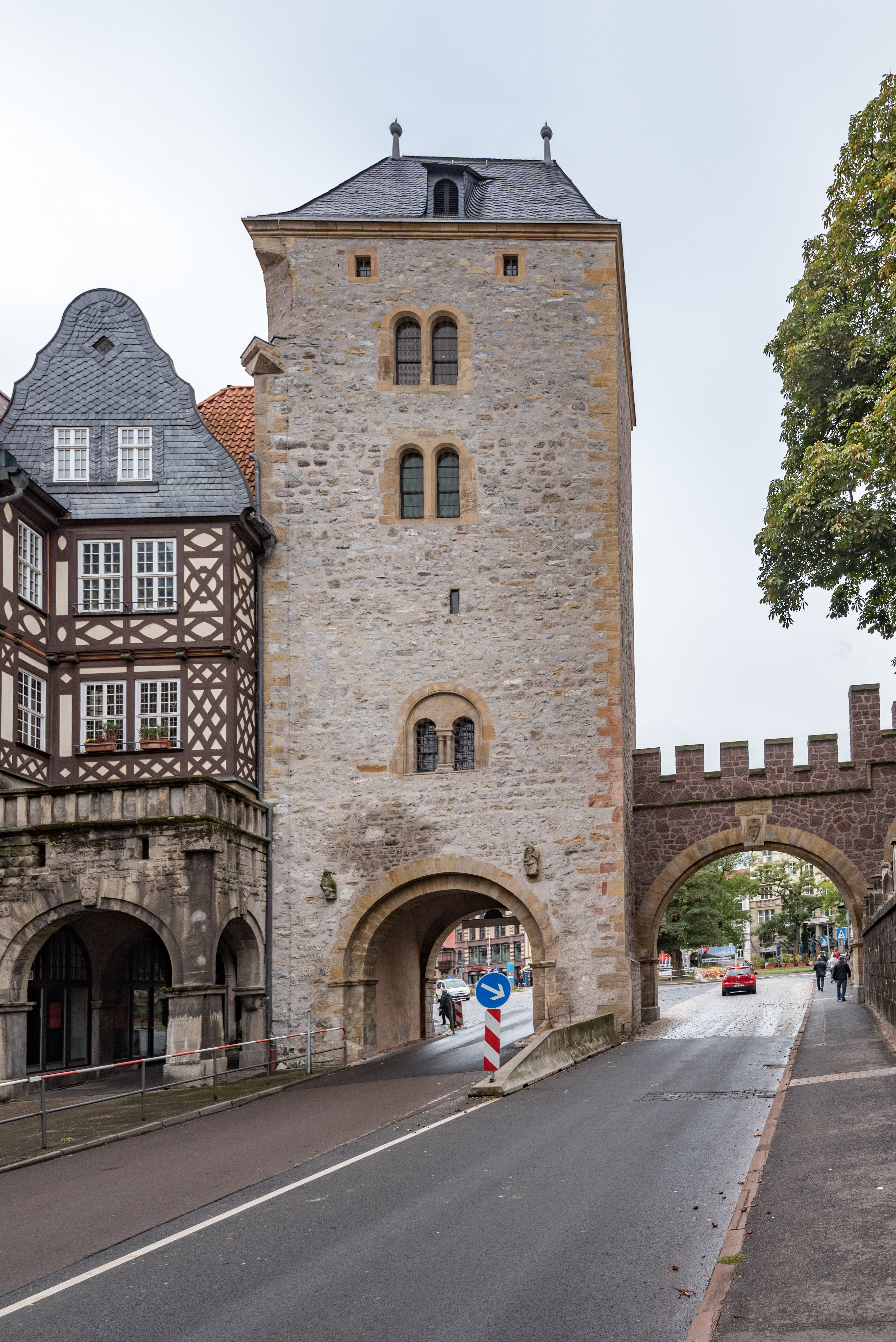
Nikolaiturm
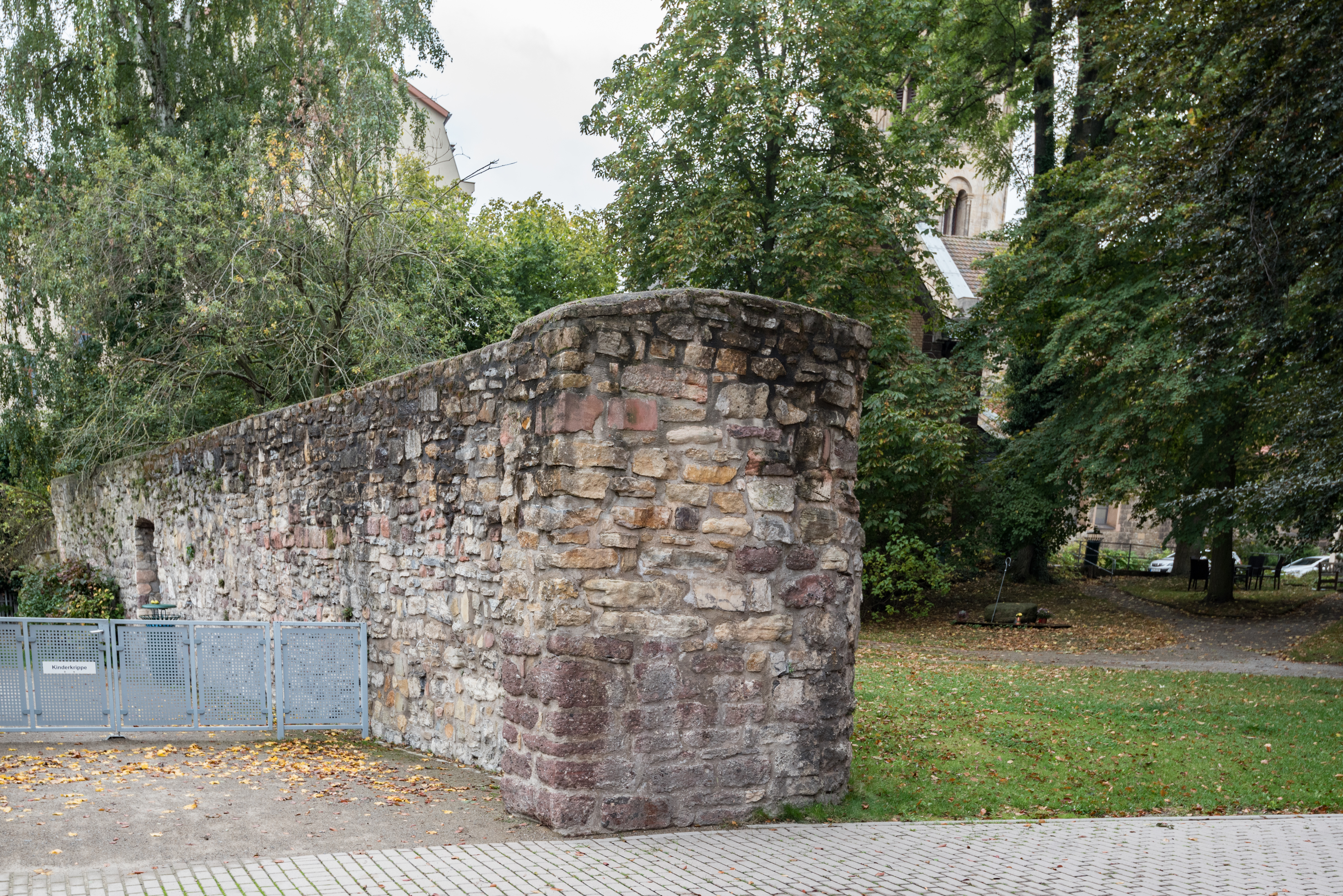
Stadtmauer zwischen Bahnhofstraße 1 und Schillerstraße 6
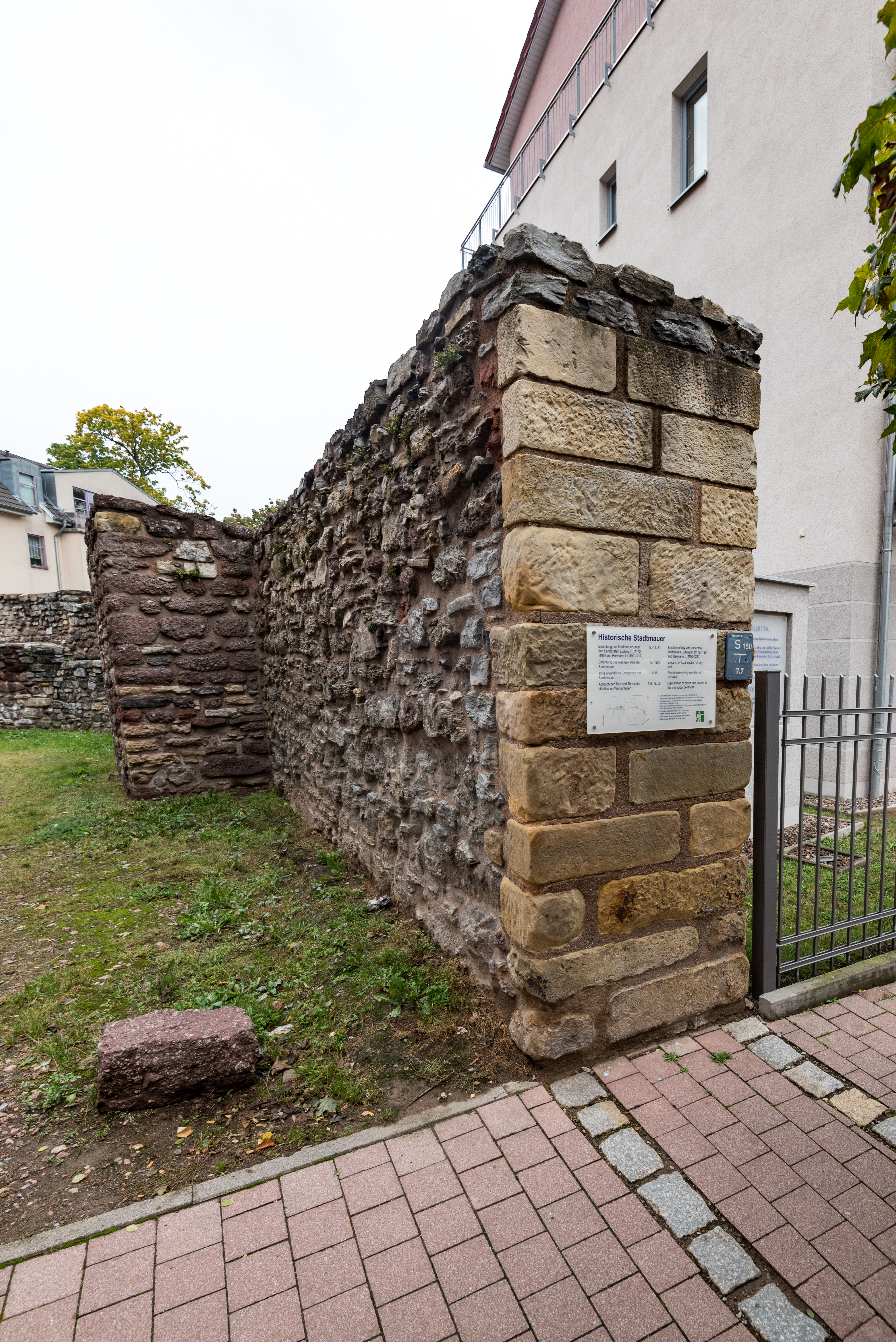
Stadtmauer Schillerstraße und Nicolaistraße
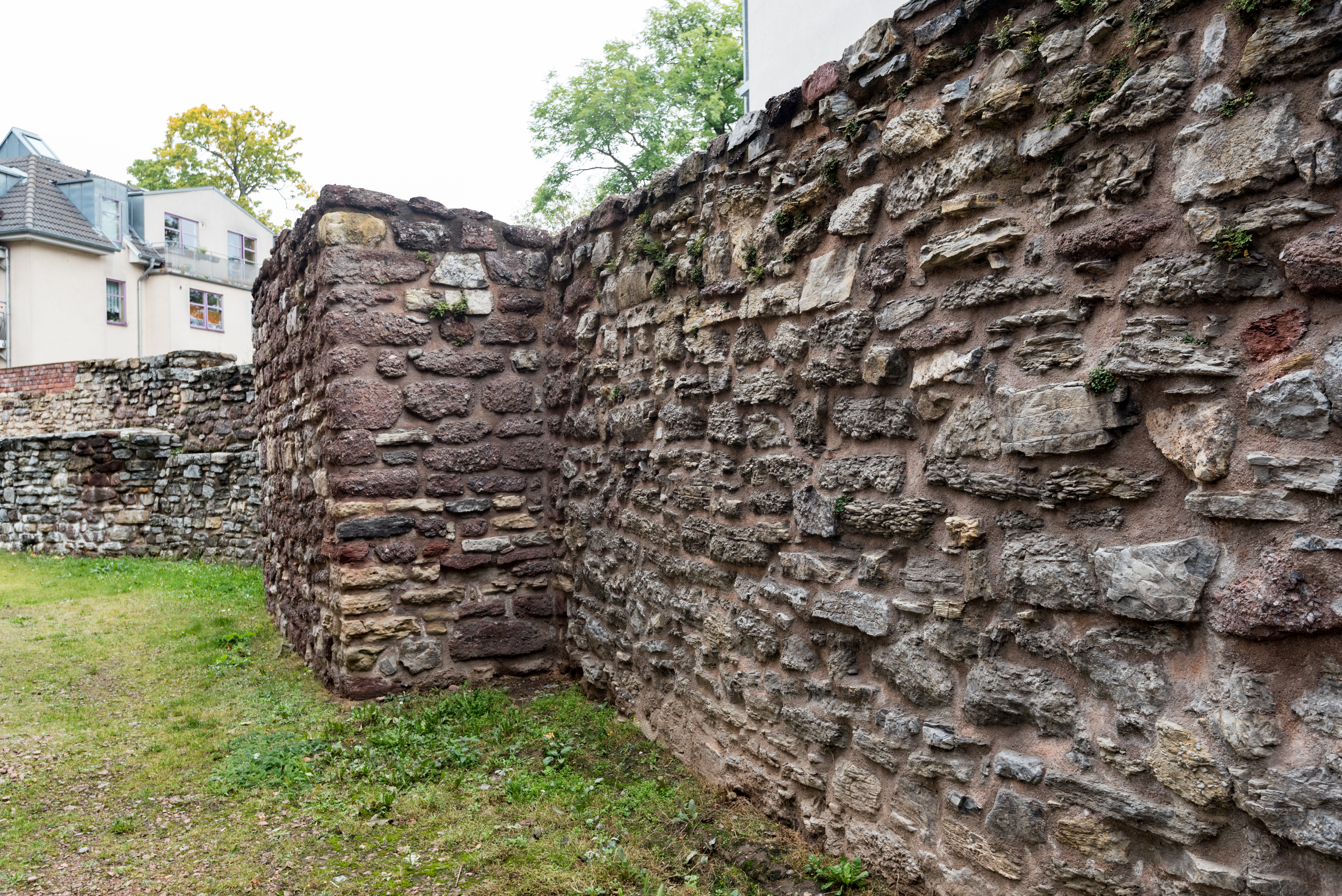
Stadtmauer Schillerstraße und Nicolaistraße
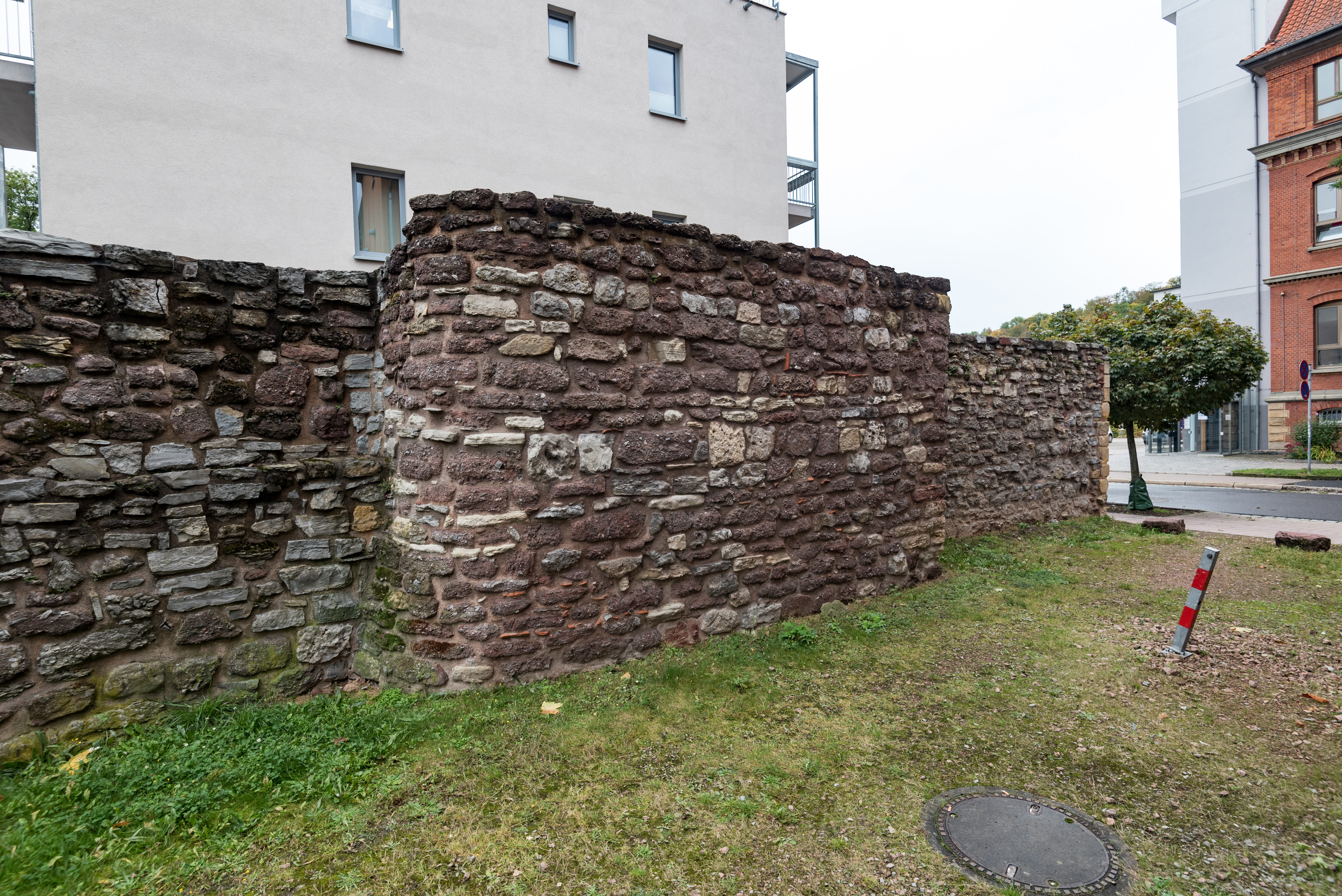
Stadtmauer Schillerstraße und Nicolaistraße
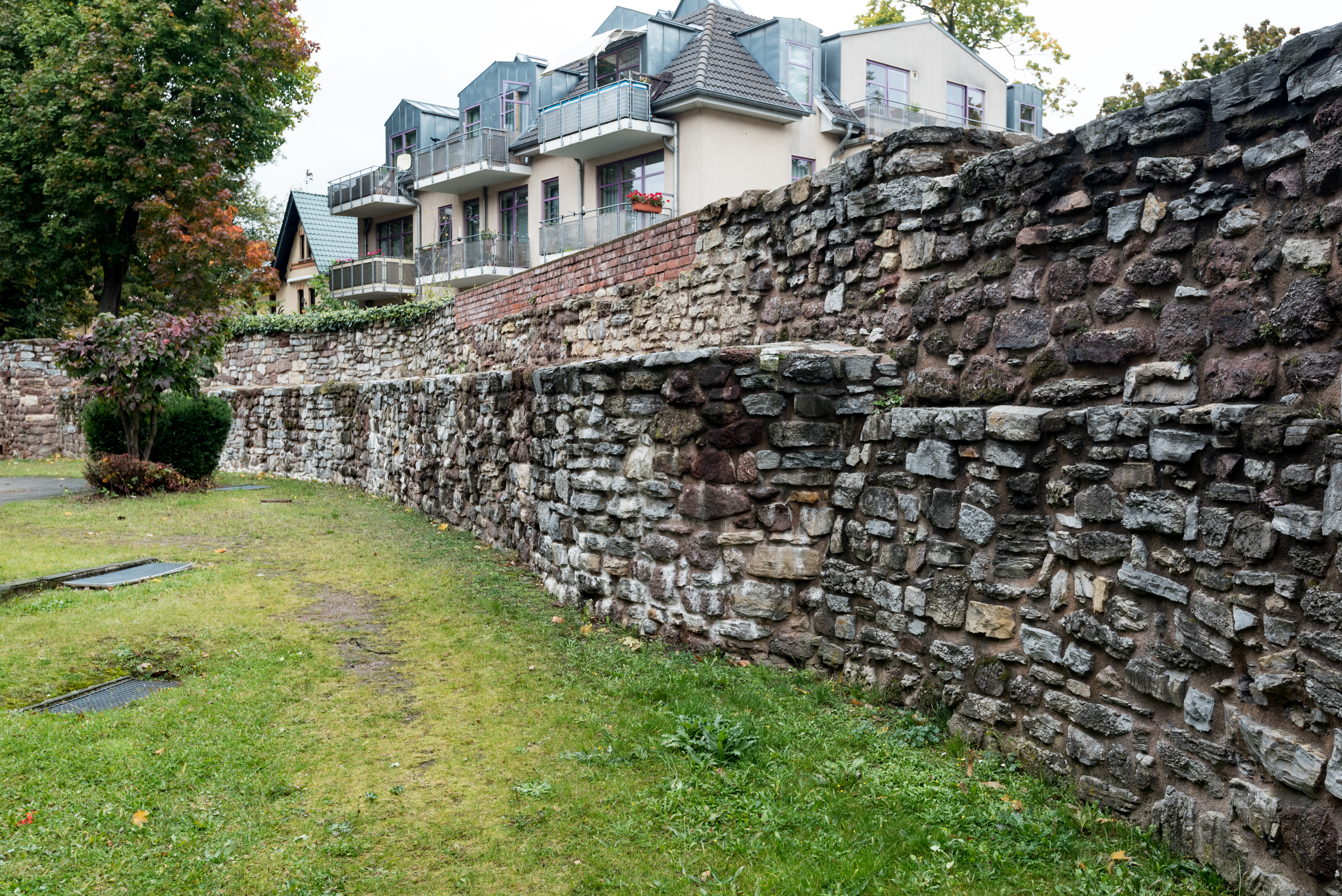
Stadtmauer Schillerstraße und Nicolaistraße
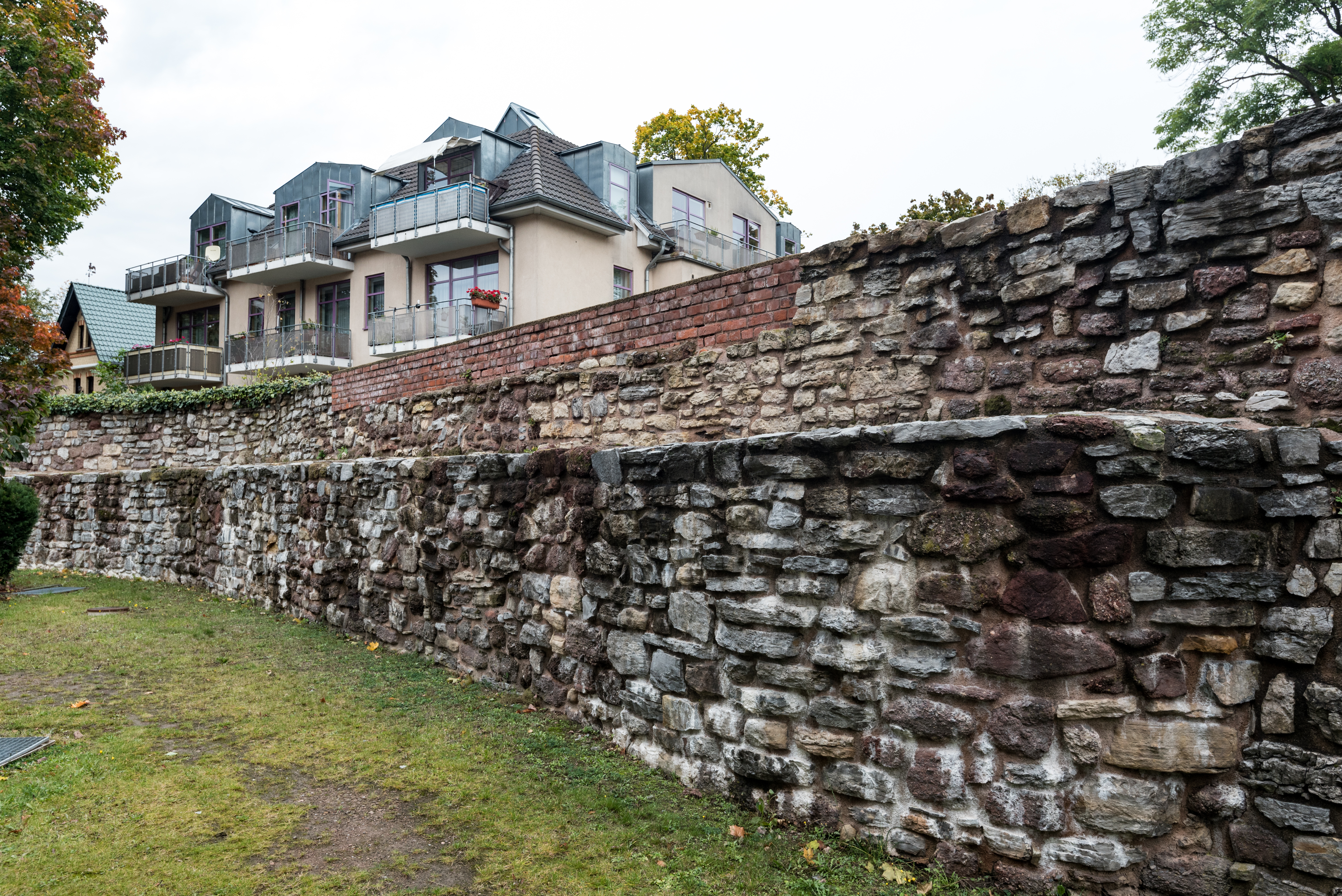
Stadtmauer Schillerstraße und Nicolaistraße
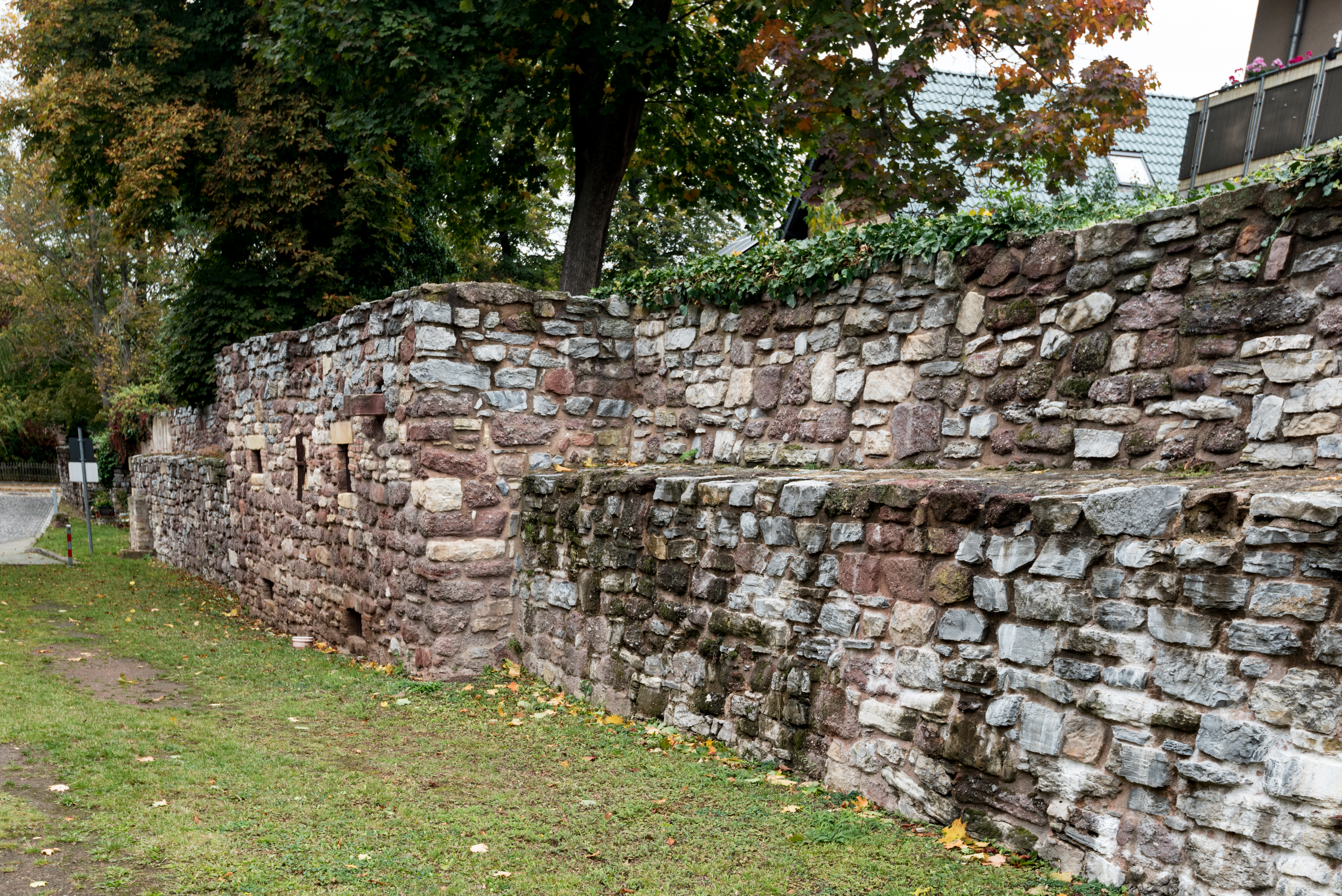
Stadtmauer Schillerstraße und Nicolaistraße
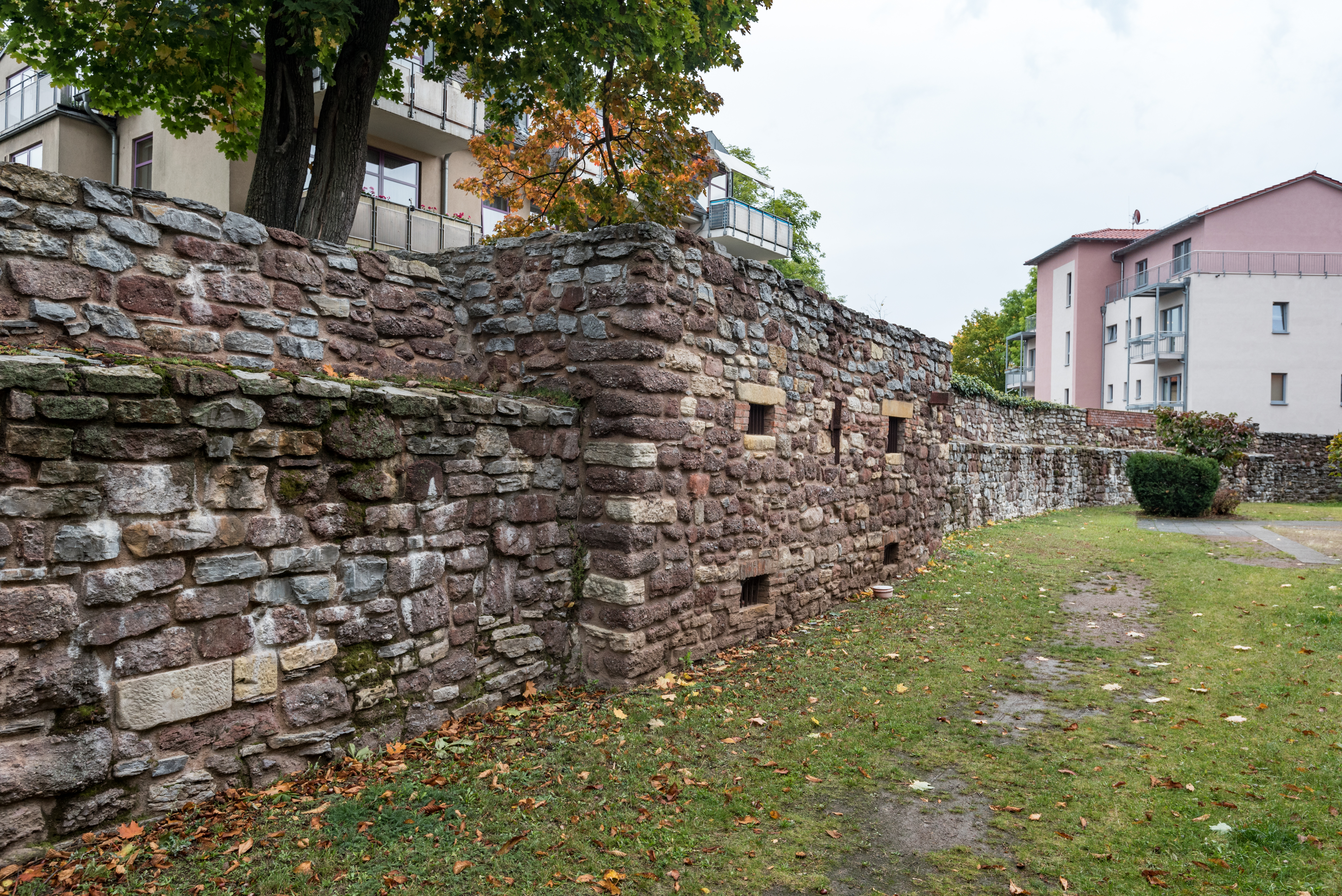
Stadtmauer Schillerstraße und Nicolaistraße
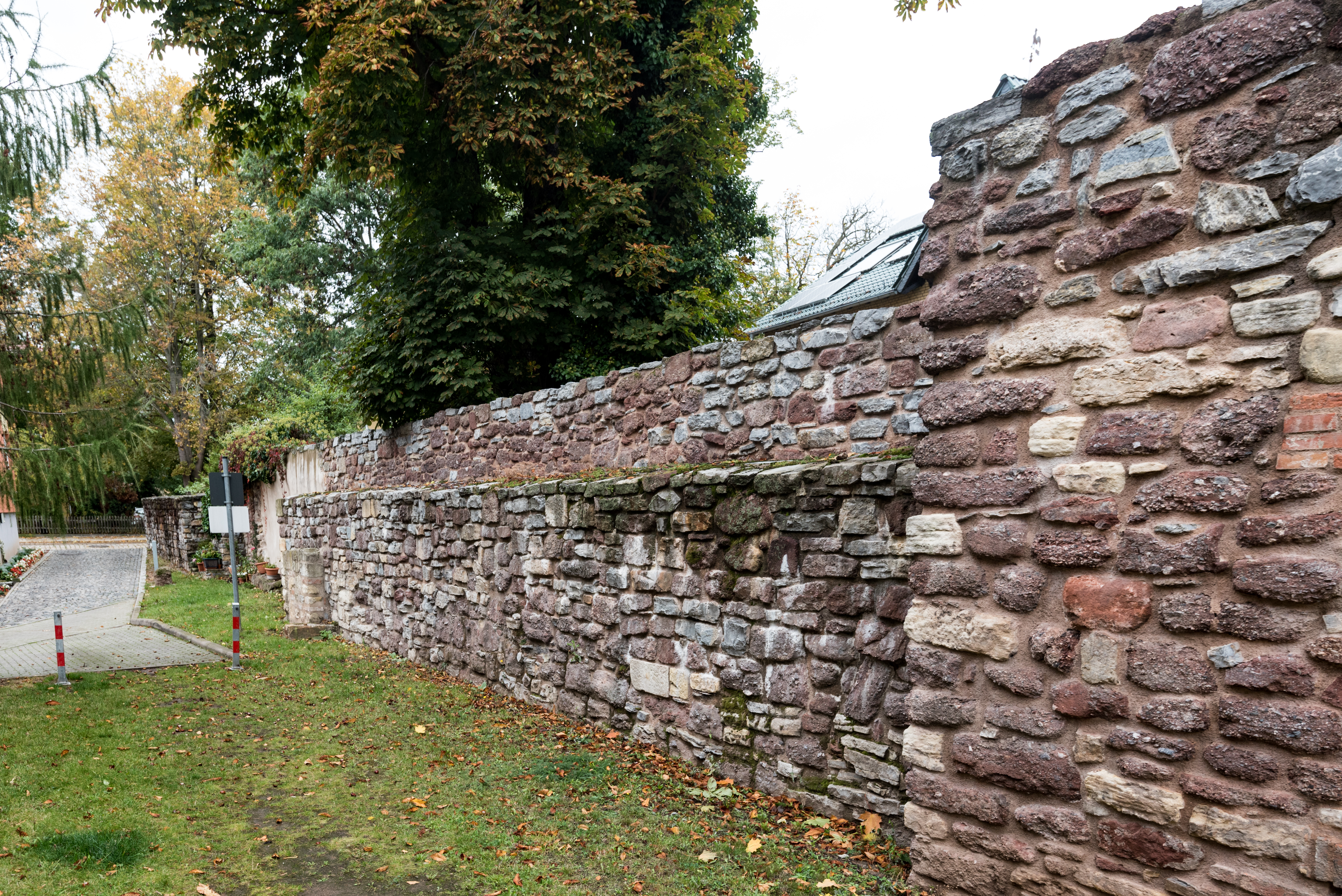
Stadtmauer Schillerstraße und Nicolaistraße
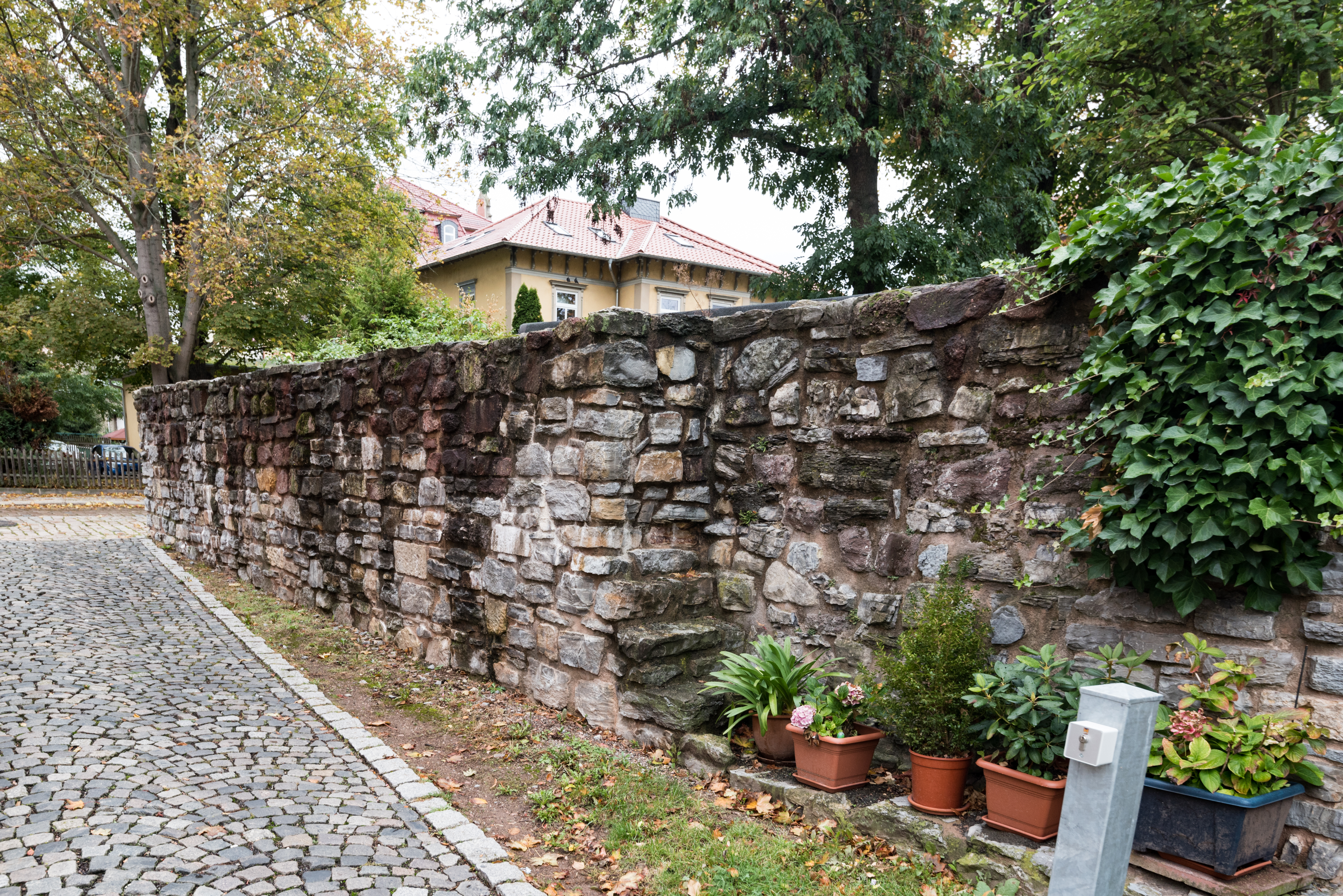
Stadtmauer Schillerstraße und Nicolaistraße
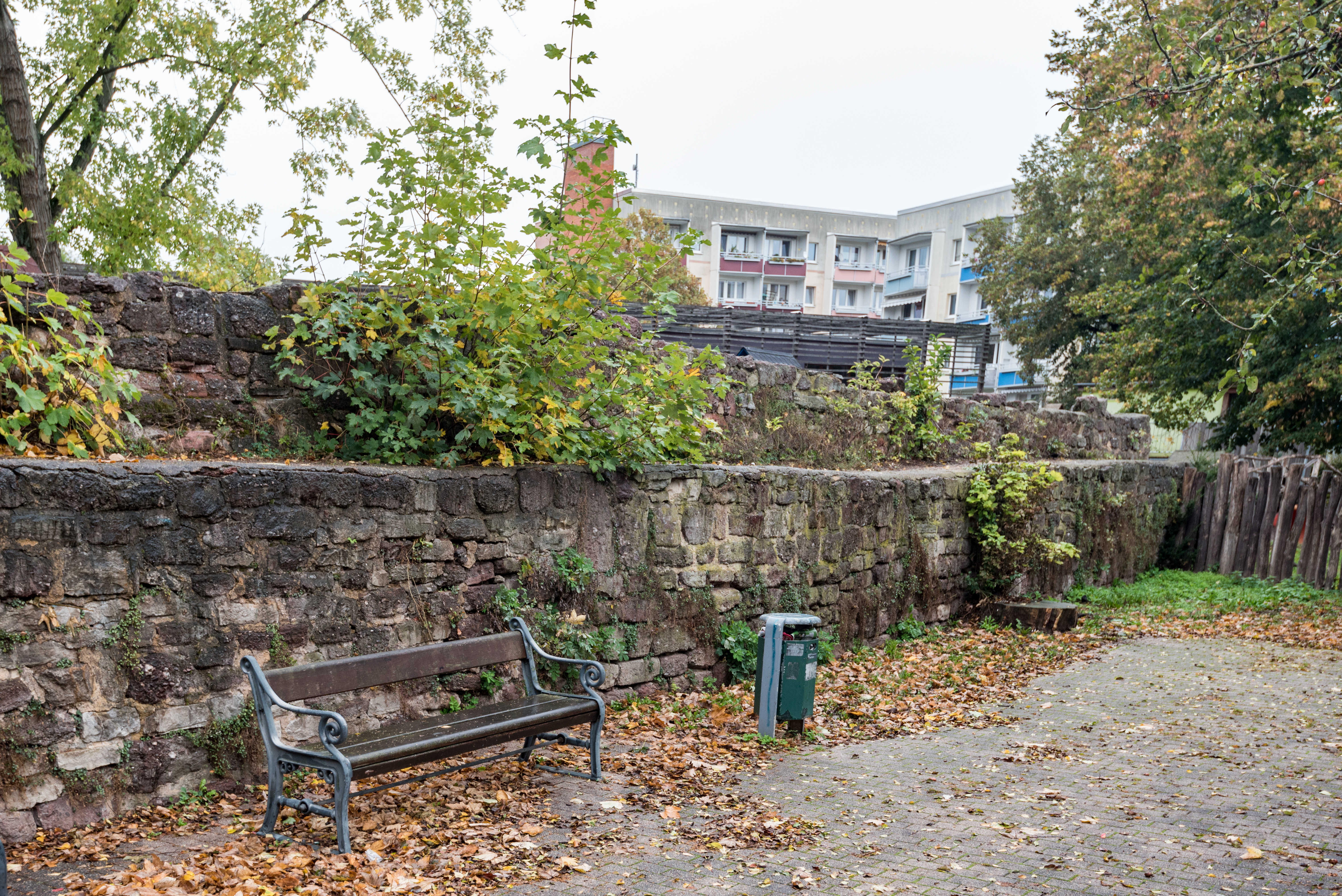
Stadtmauer Hinter der Mauer
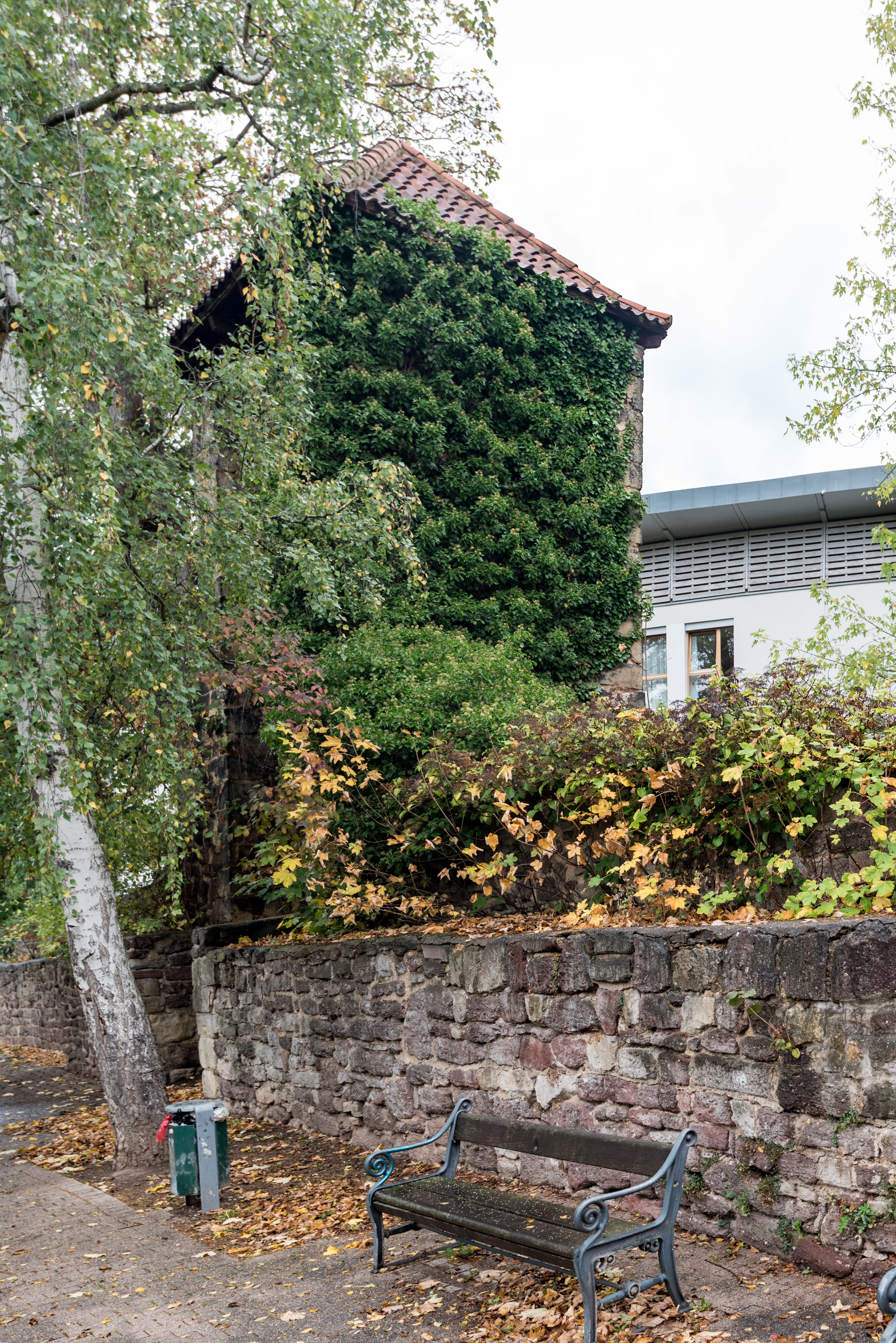
Stadtmauer Hinter der Mauer
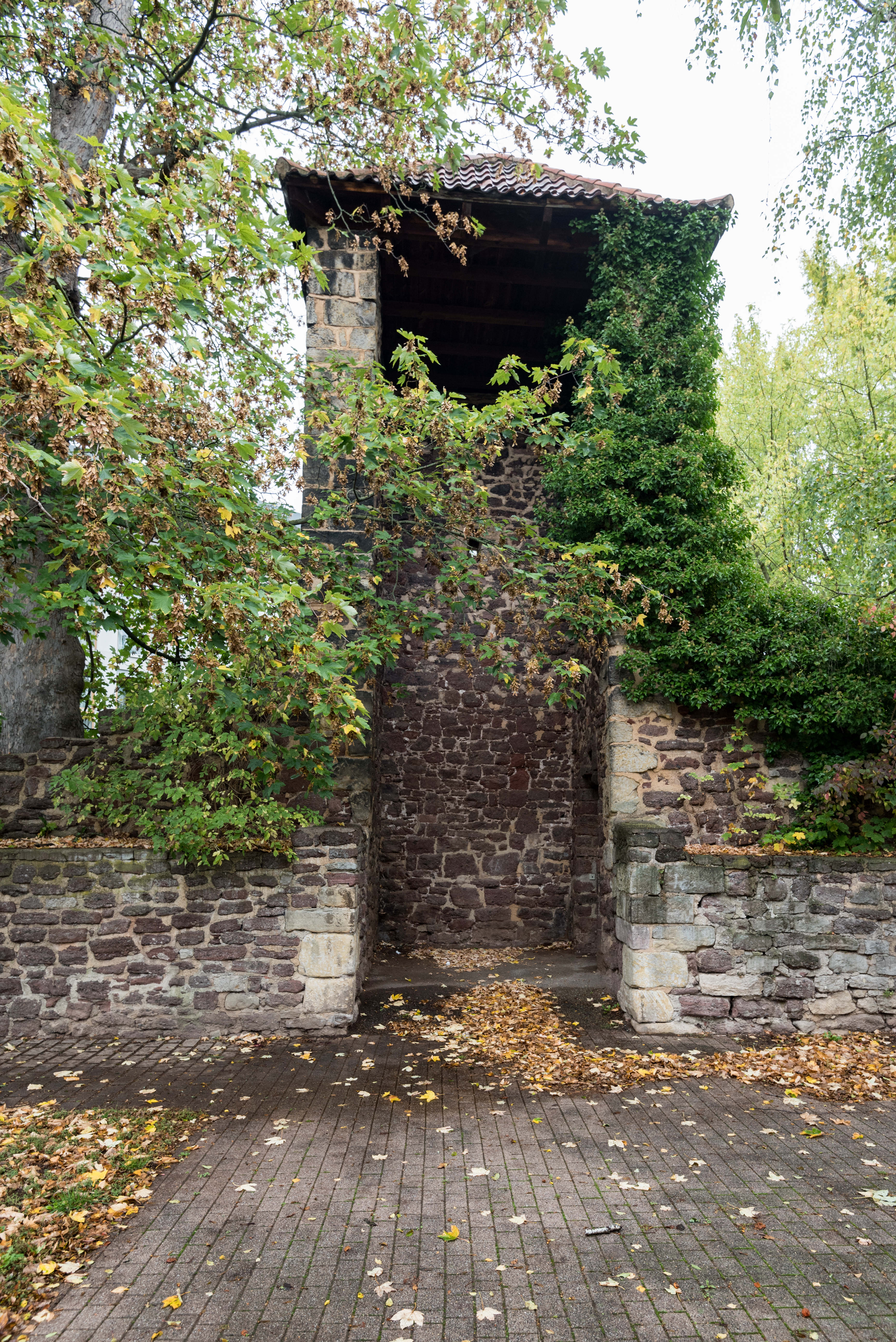
Stadtmauer Hinter der Mauer
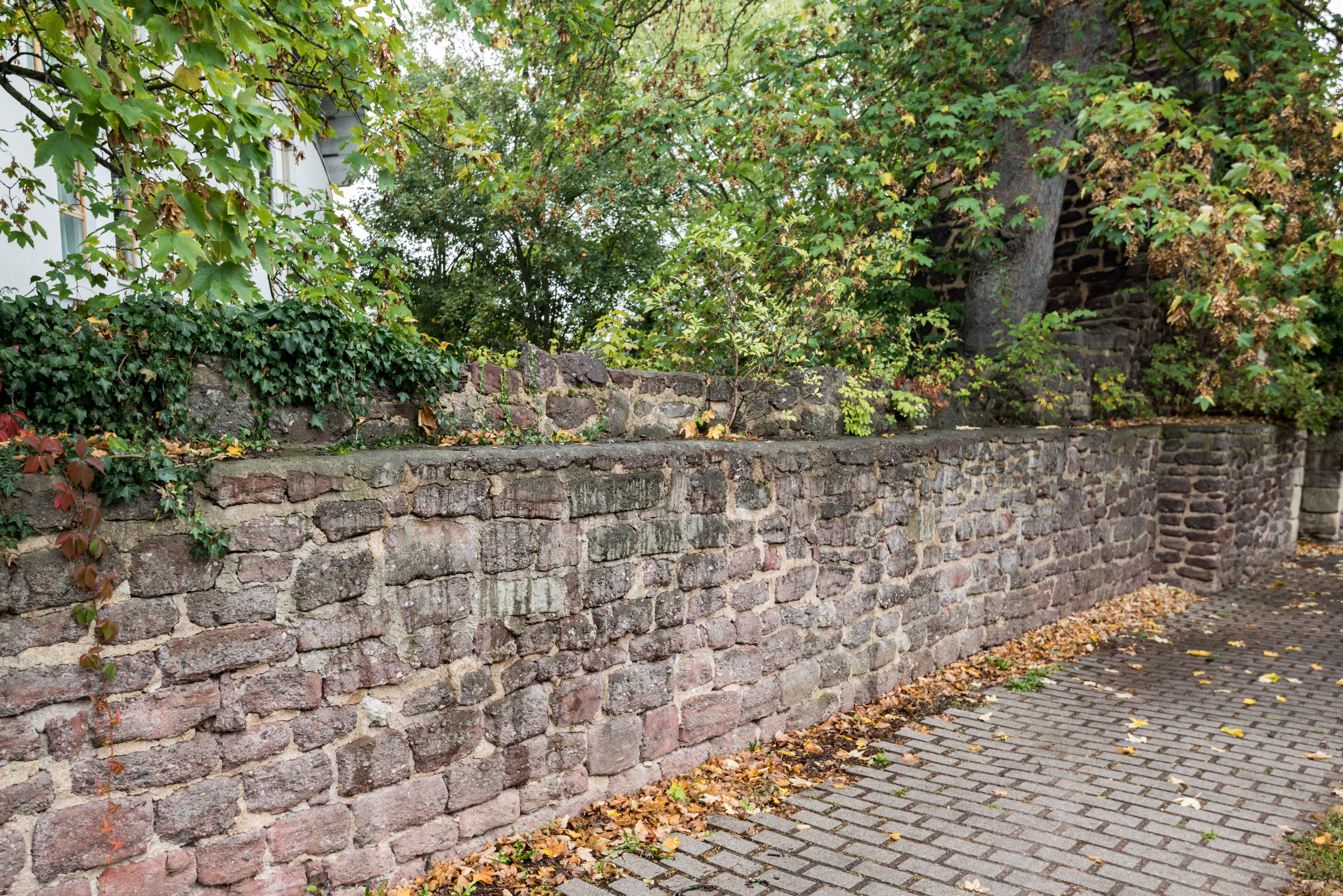
Stadtmauer Hinter der Mauer
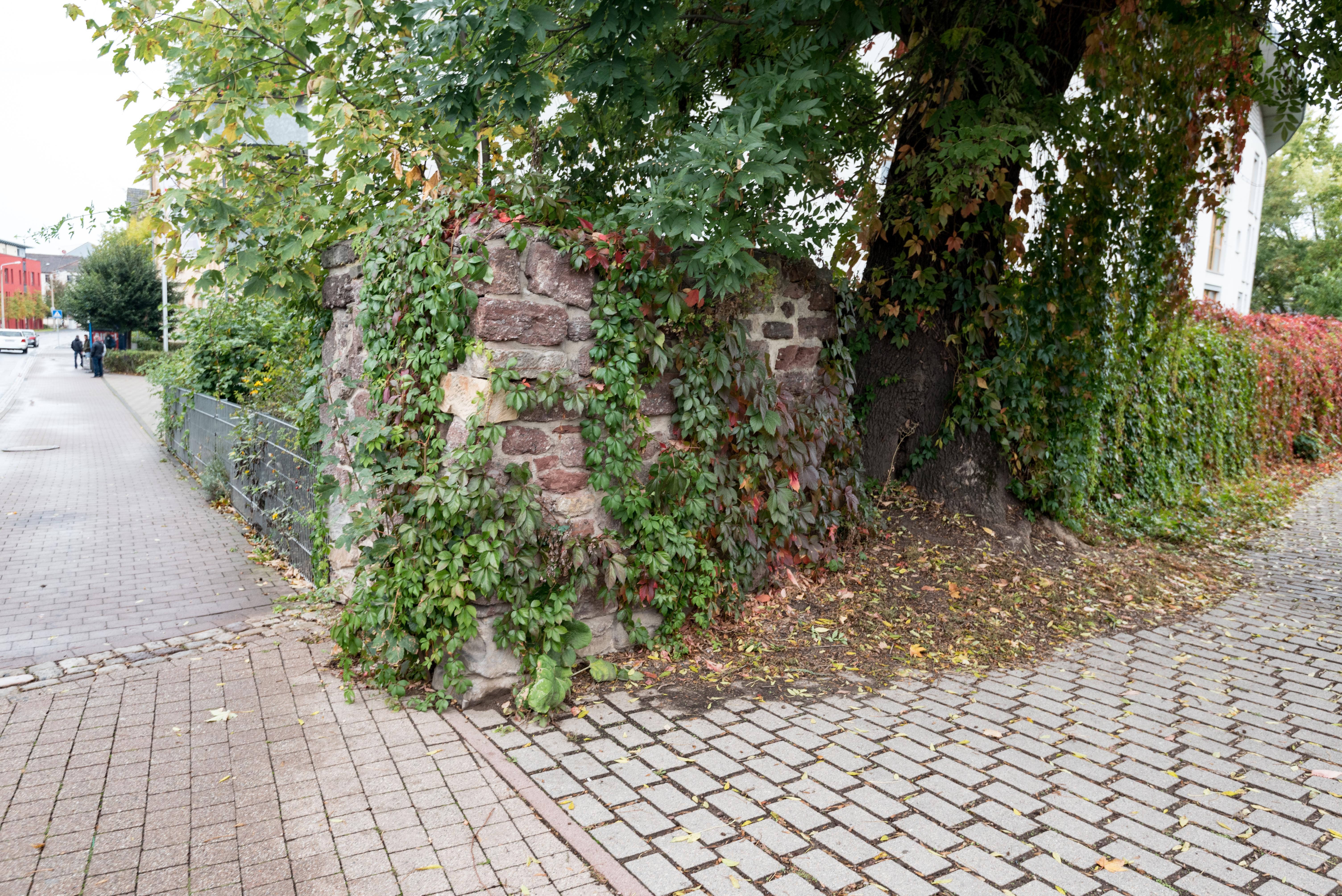
Stadtmauer Hinter der Mauer
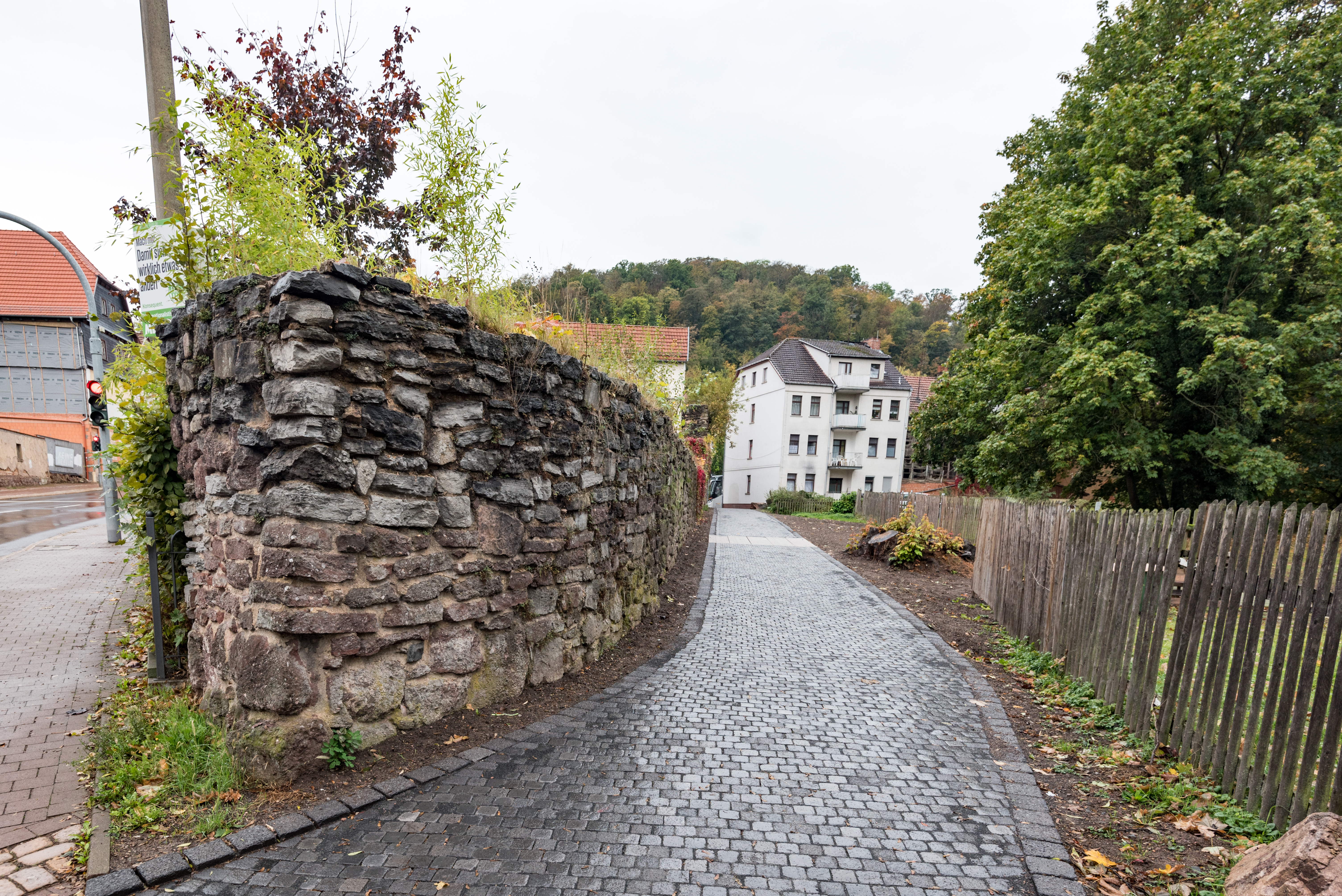
Stadtmauer zwischen Hospitalstraße und Goethestraße
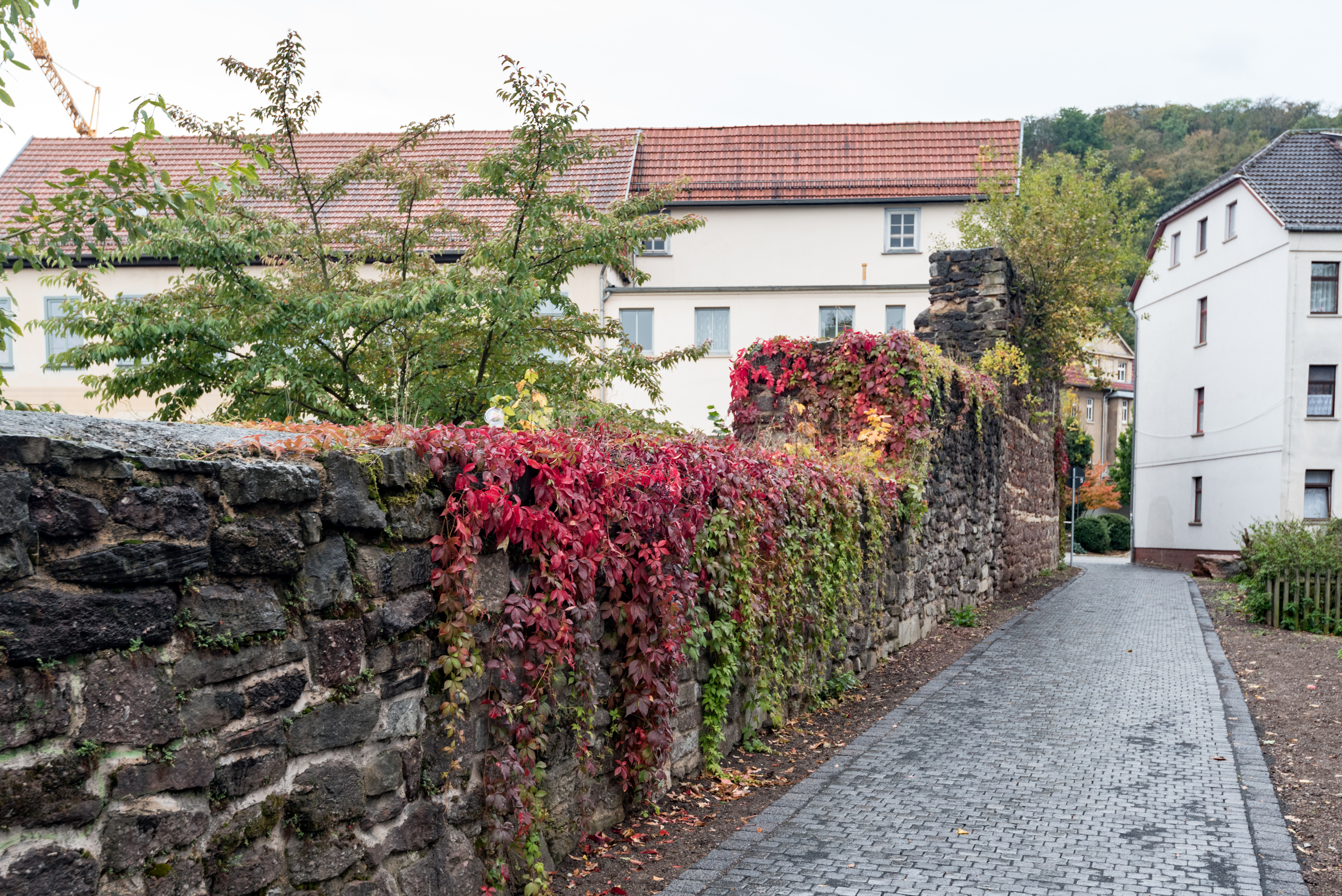
Stadtmauer zwischen Hospitalstraße und Goethestraße
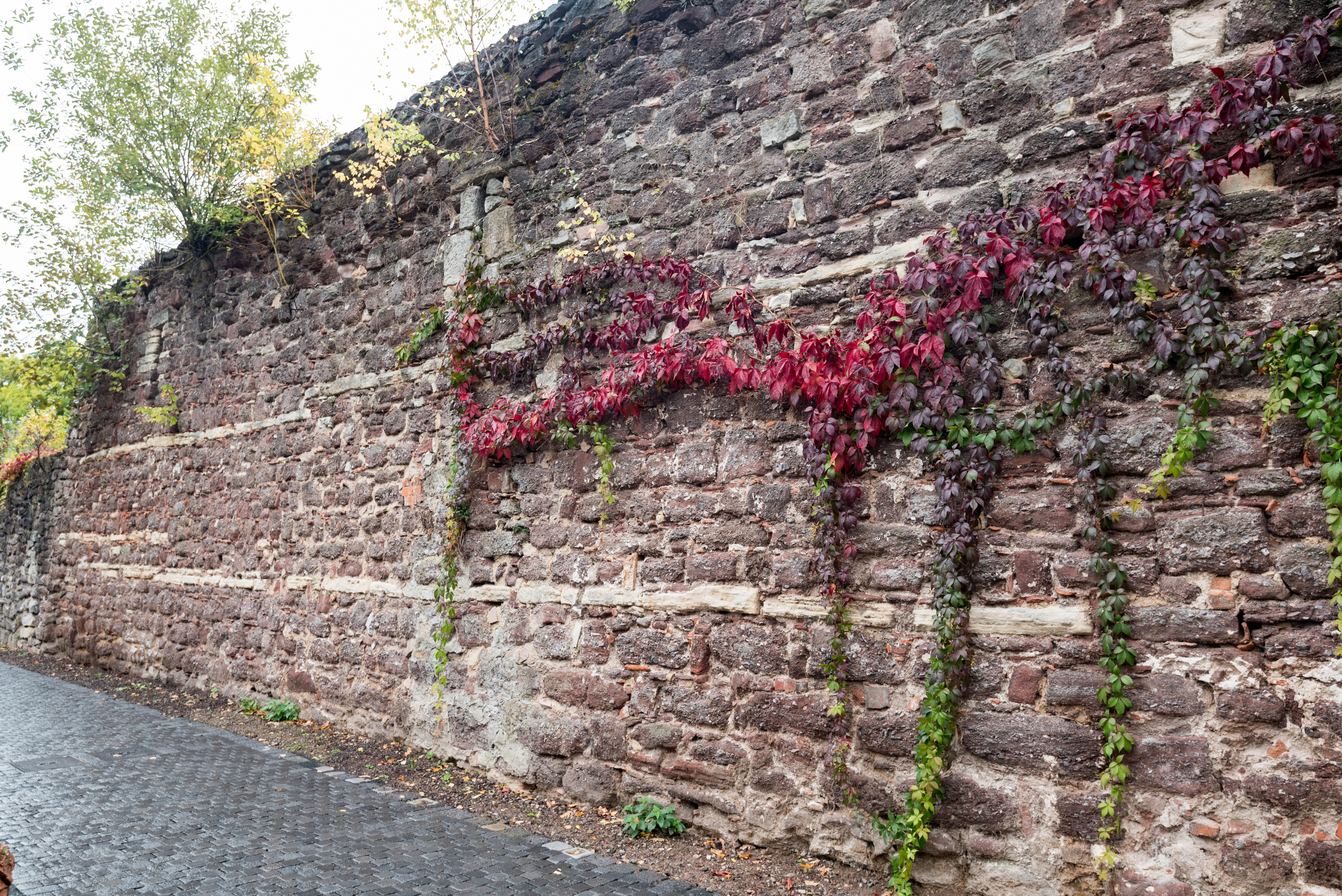
Stadtmauer zwischen Hospitalstraße und Goethestraße
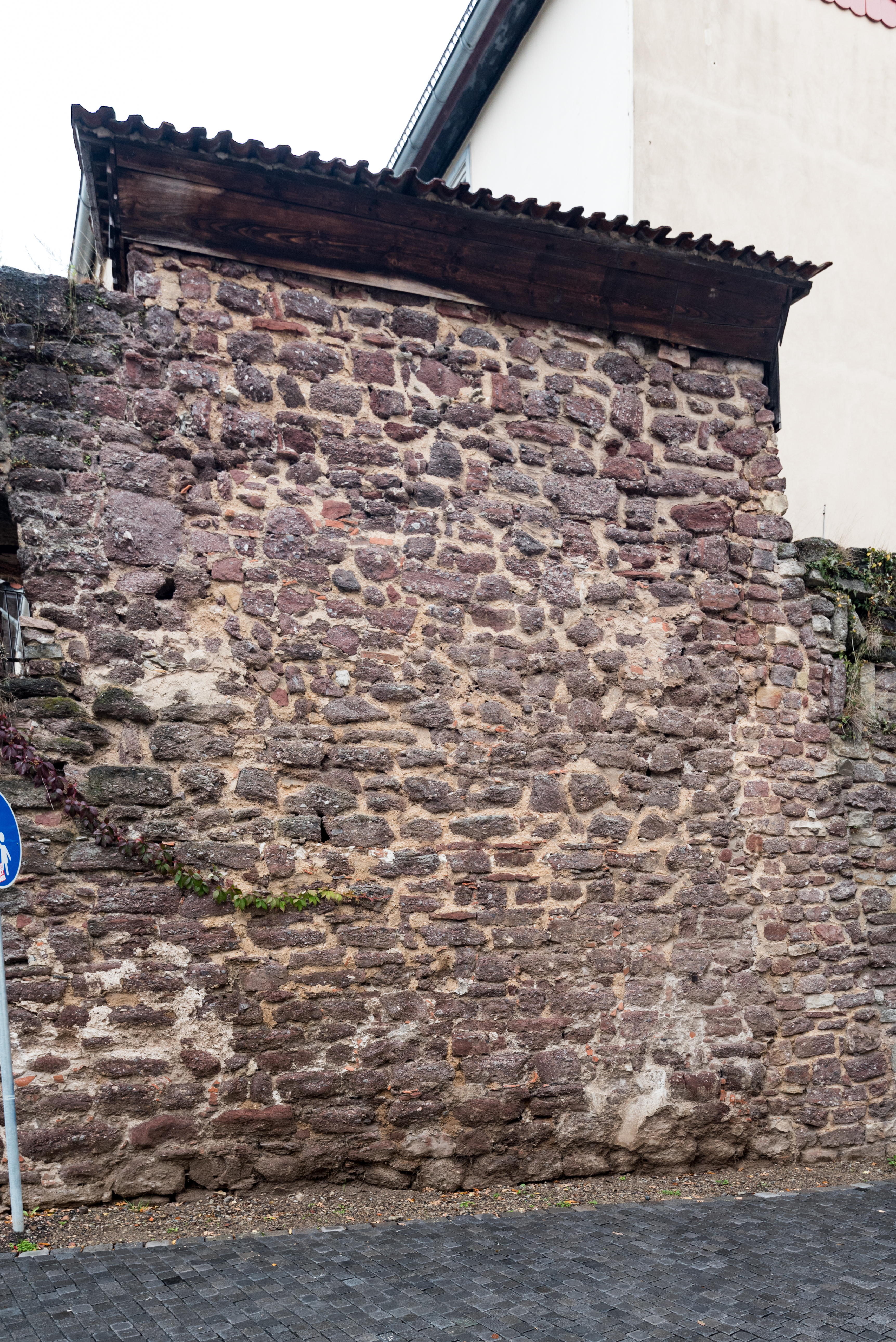
Stadtmauer zwischen Hospitalstraße und Goethestraße
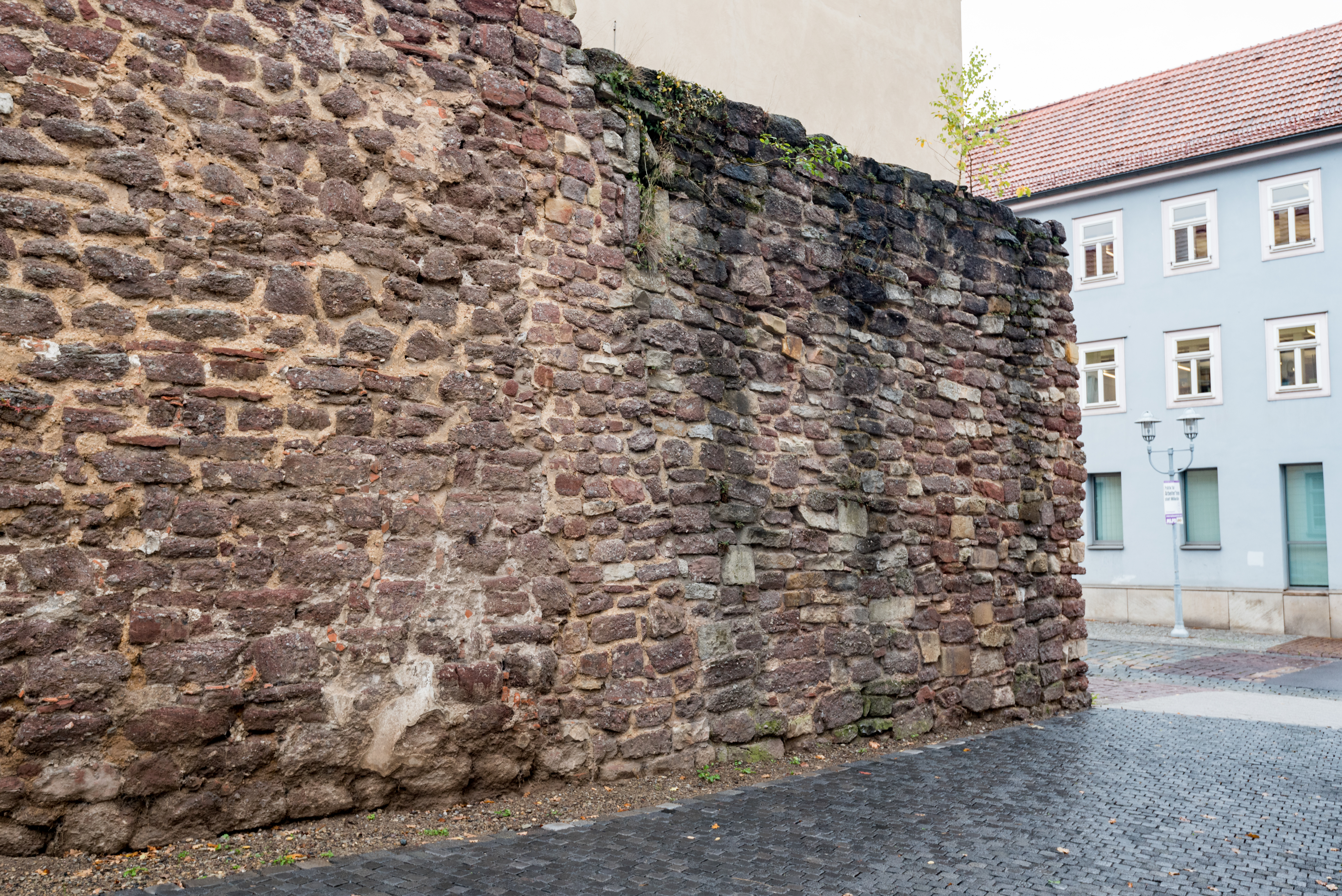
Stadtmauer zwischen Hospitalstraße und Goethestraße
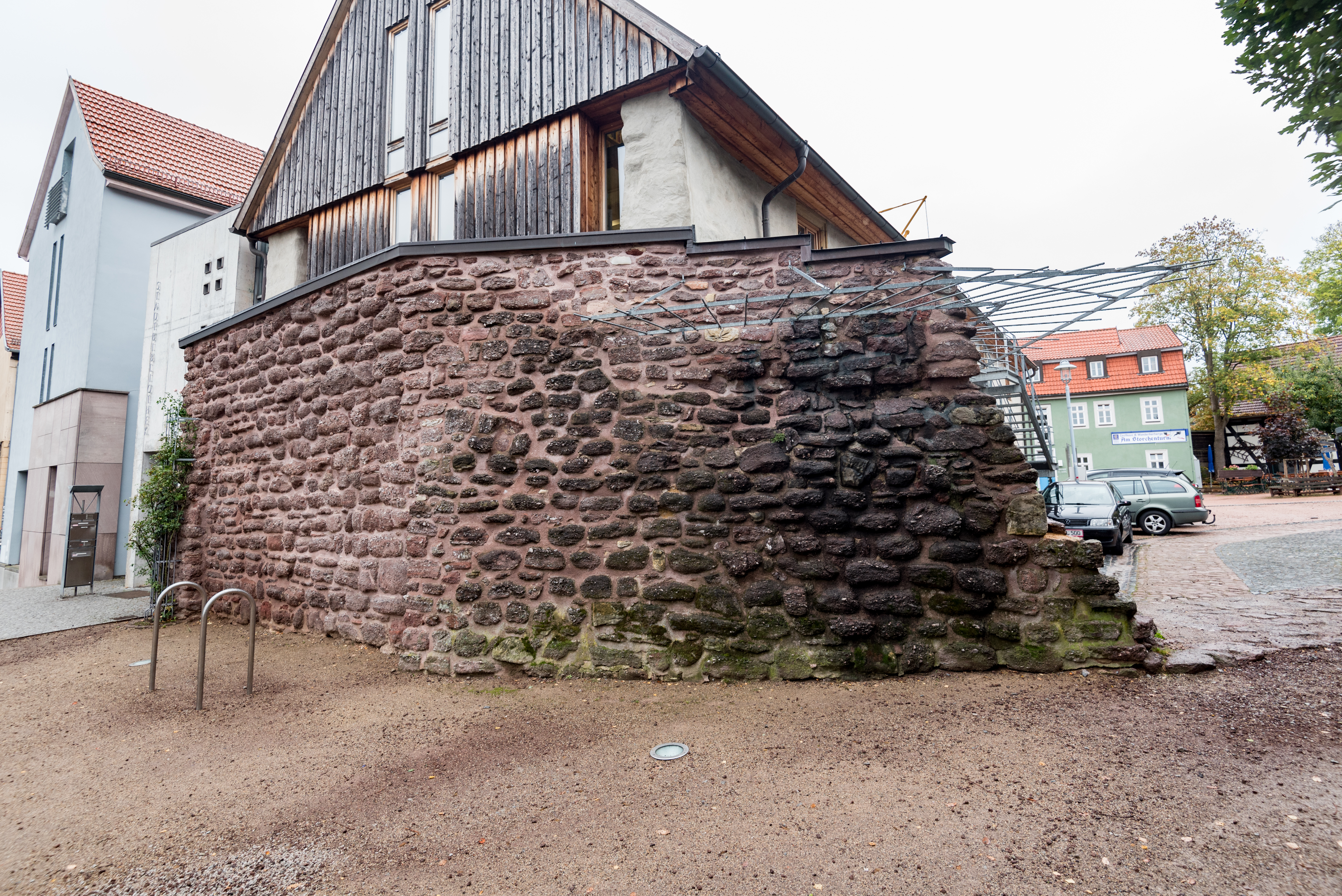
Stadtmauerrest südlich Georgenstraße
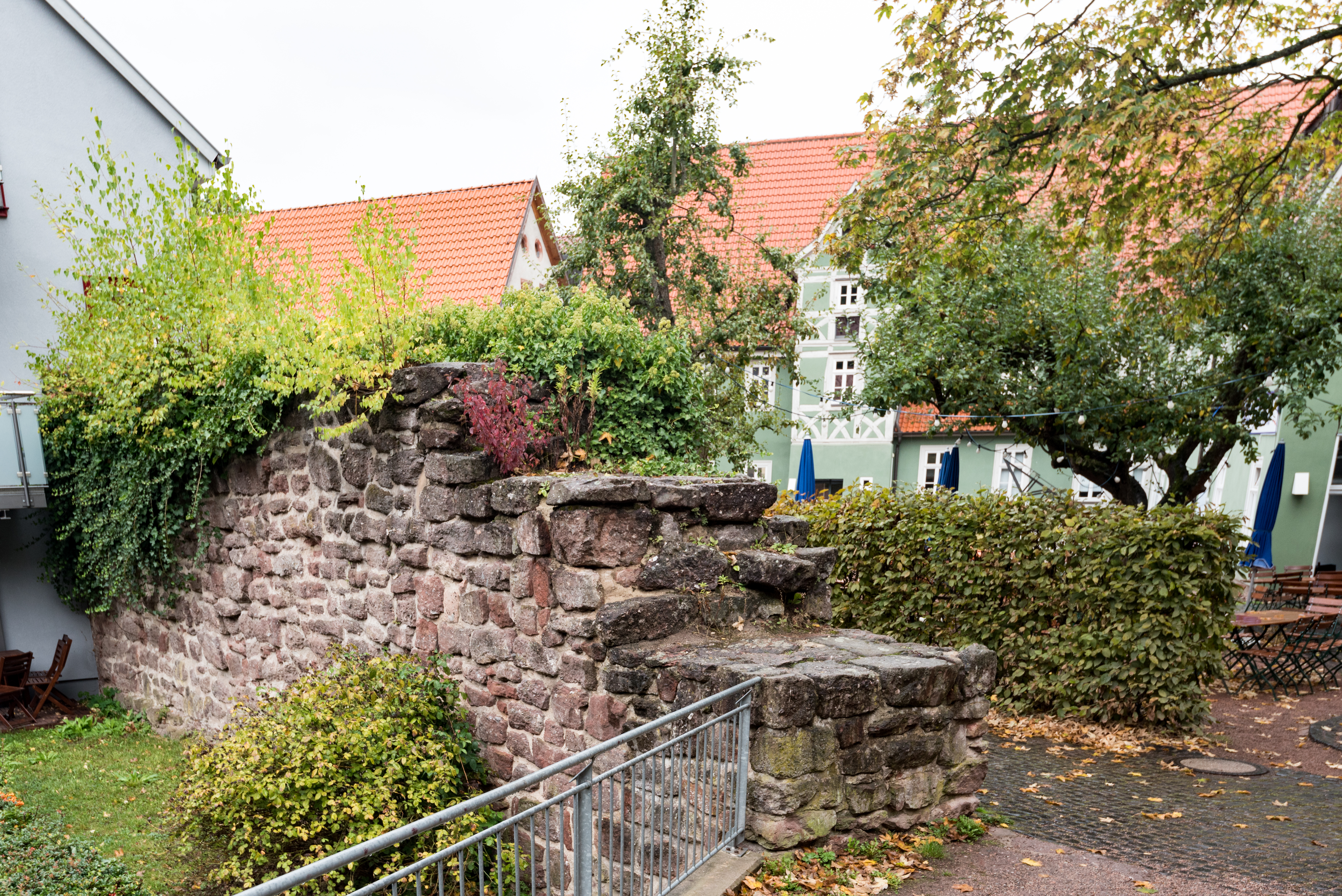
Stadtmauerrest westlich Storchenturm
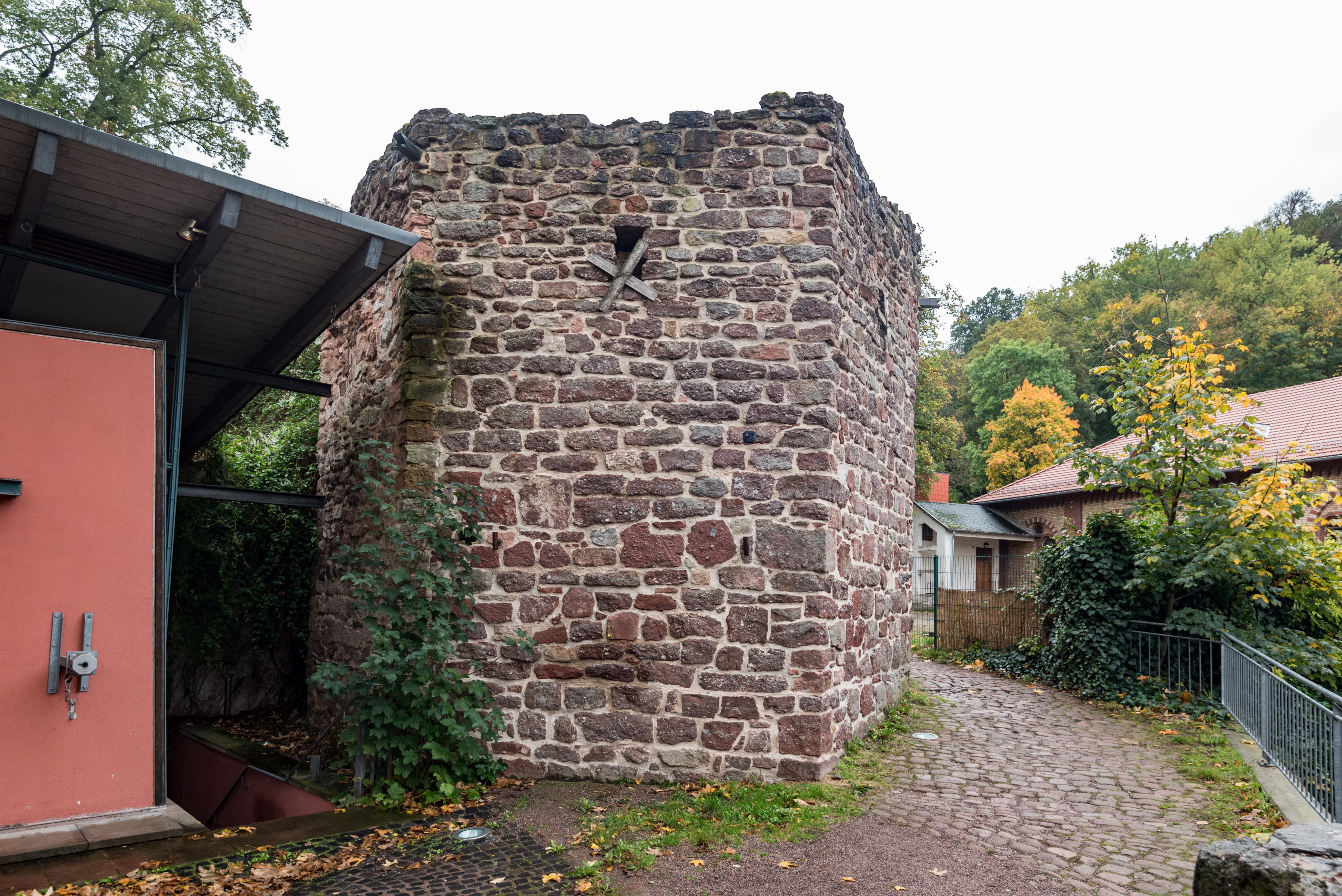
Am Alten Friedhof, Storchenturm
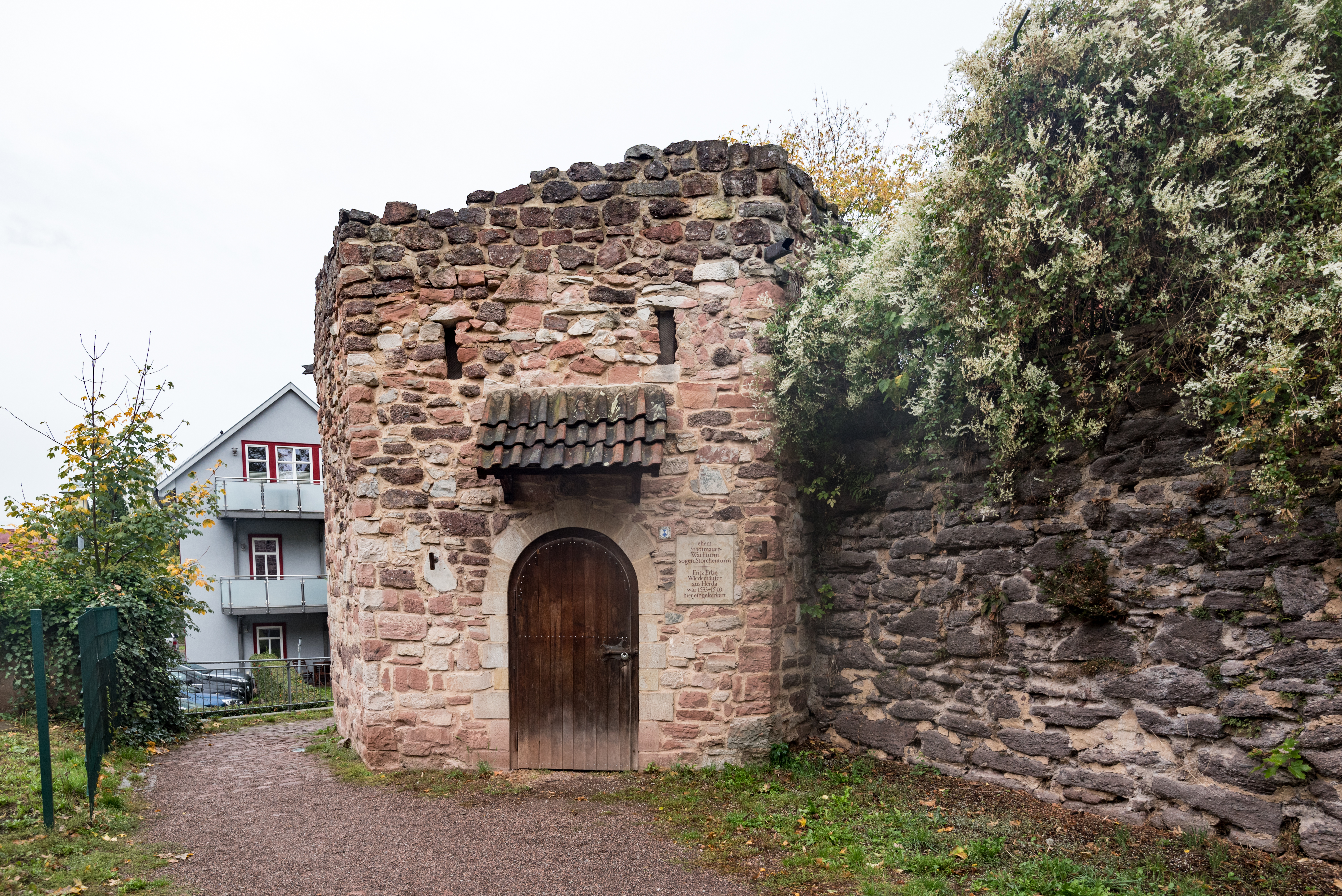
Am Alten Friedhof, Storchenturm
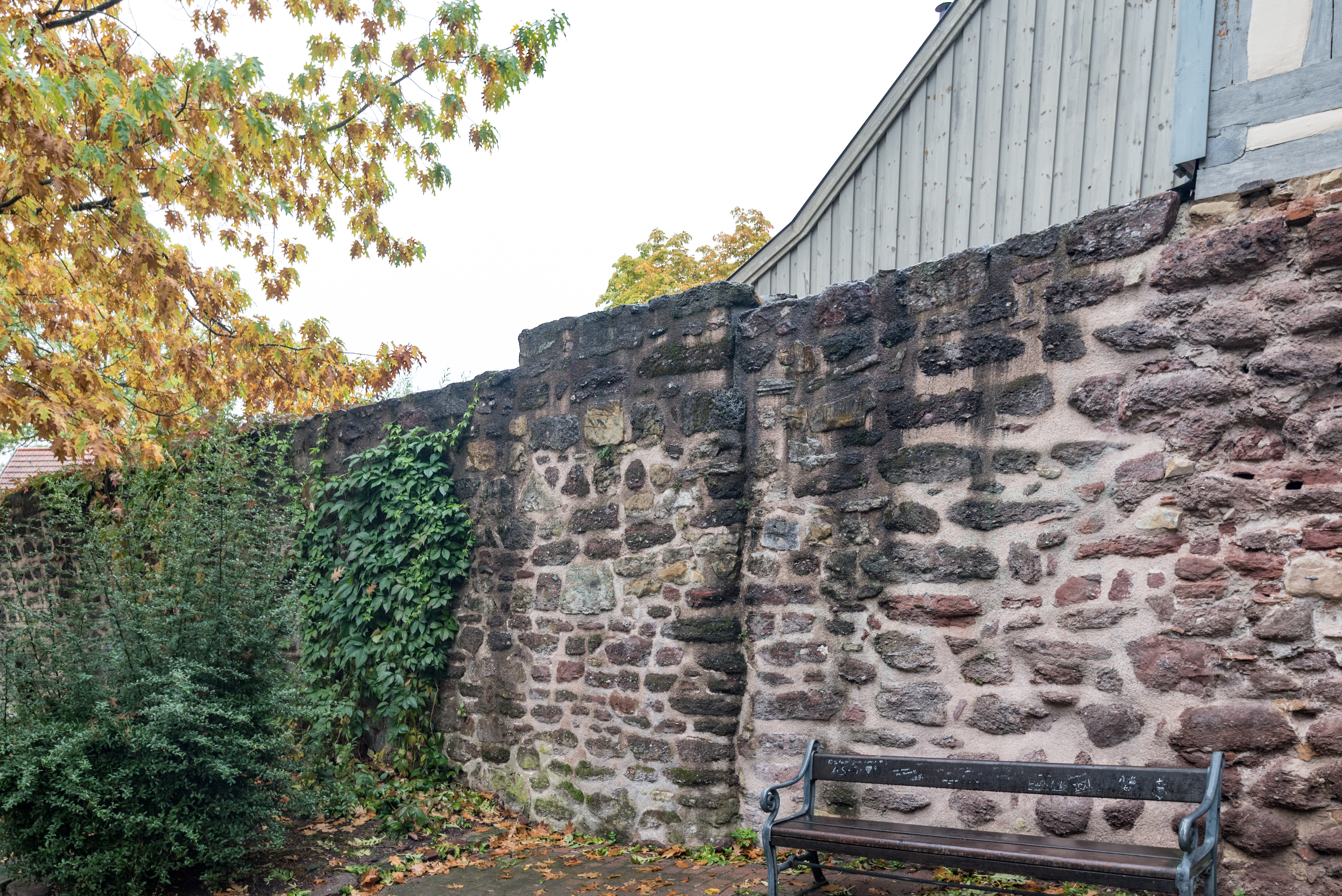
Stadtmauer am Alten Friedhof
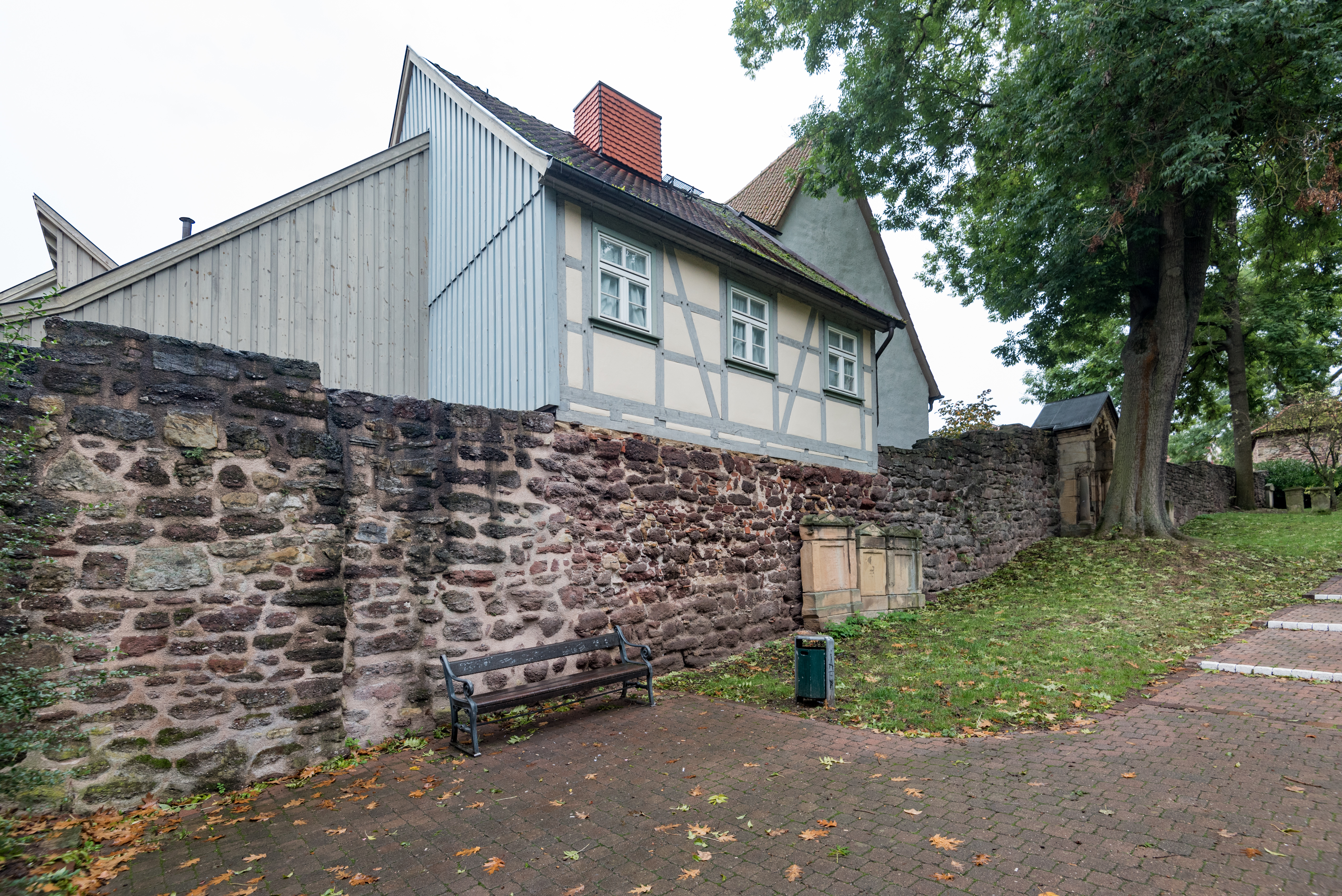
Stadtmauer am Alten Friedhof
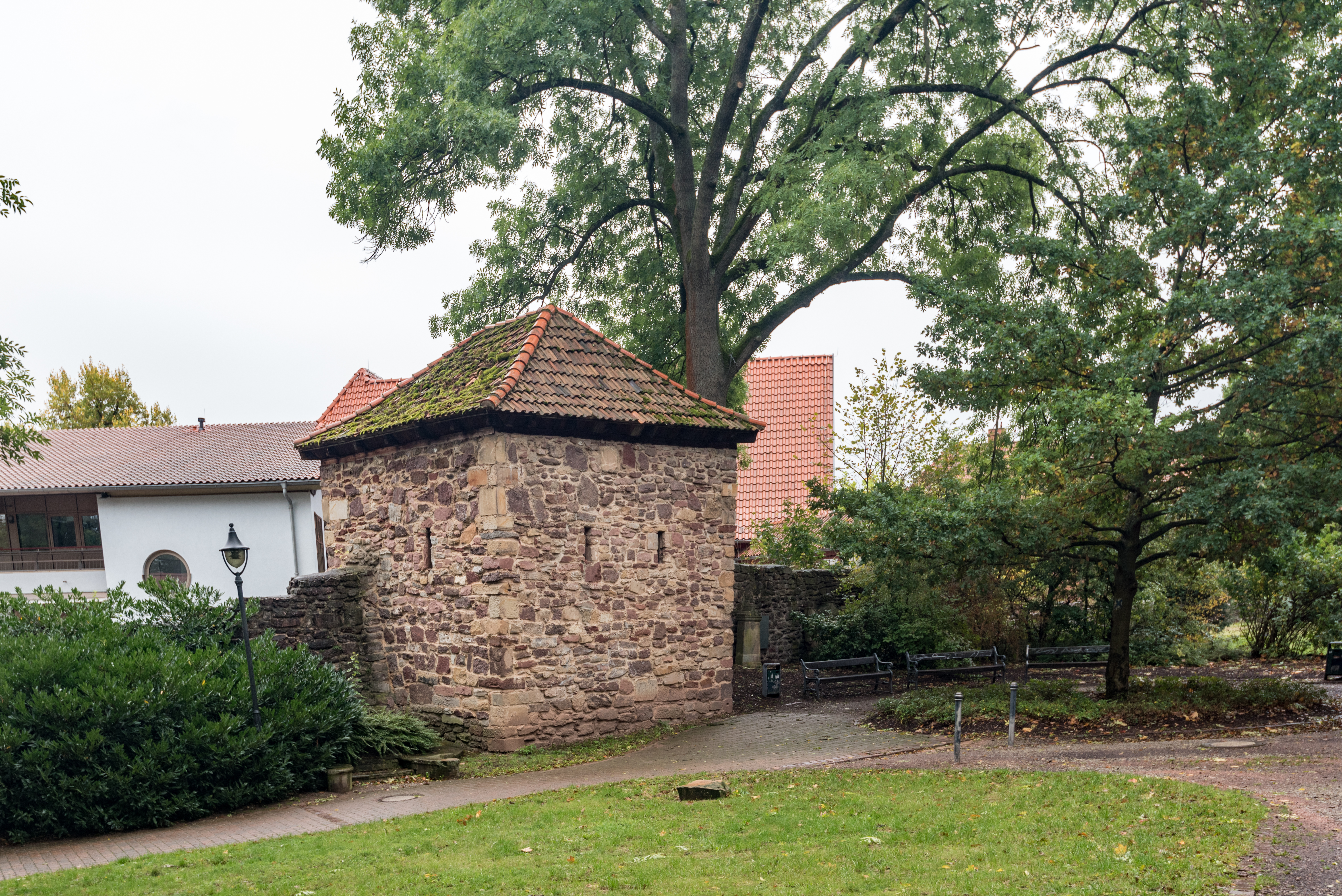
Schalenturm am Alten Friedhof
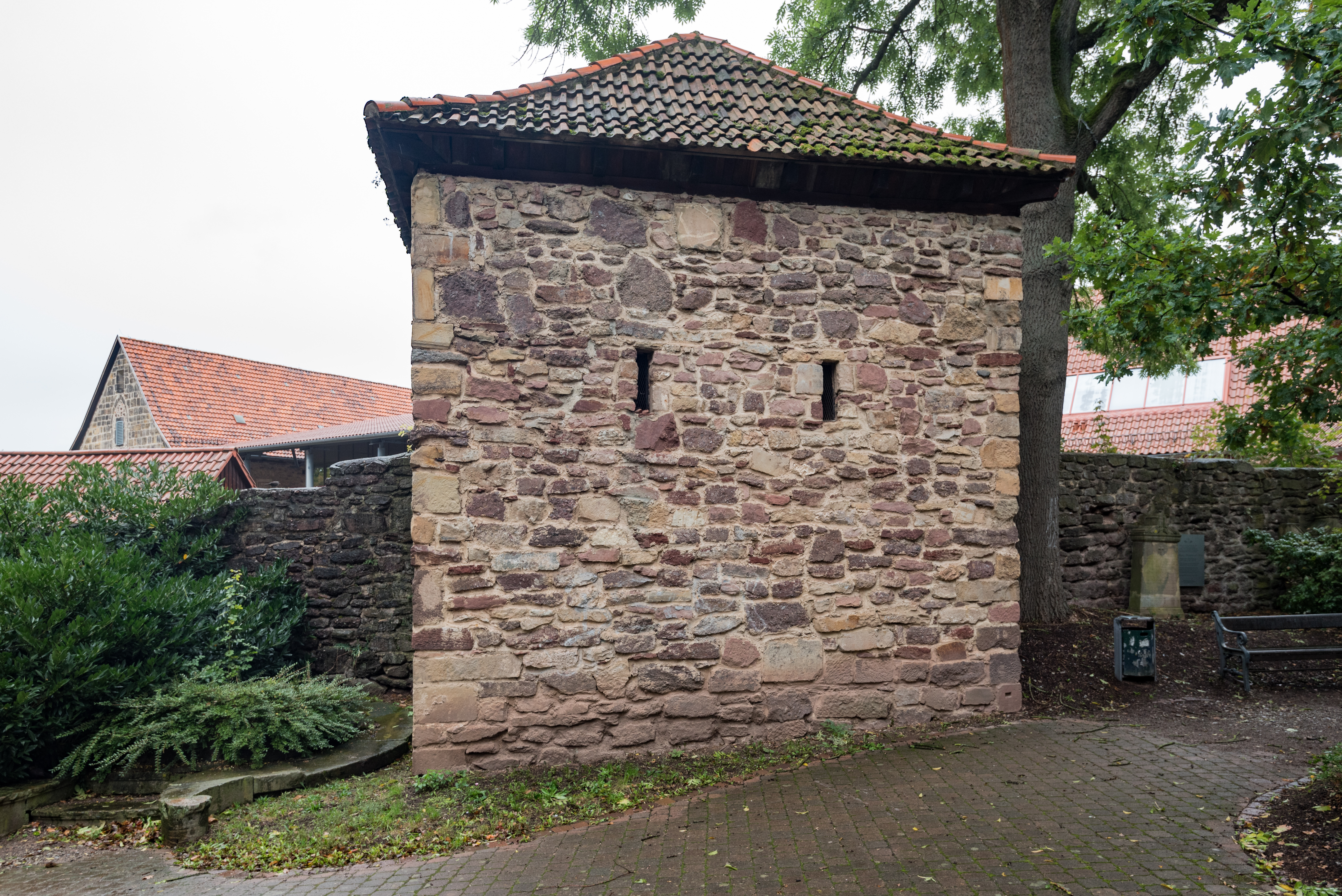
Schalenturm am Alten Friedhof
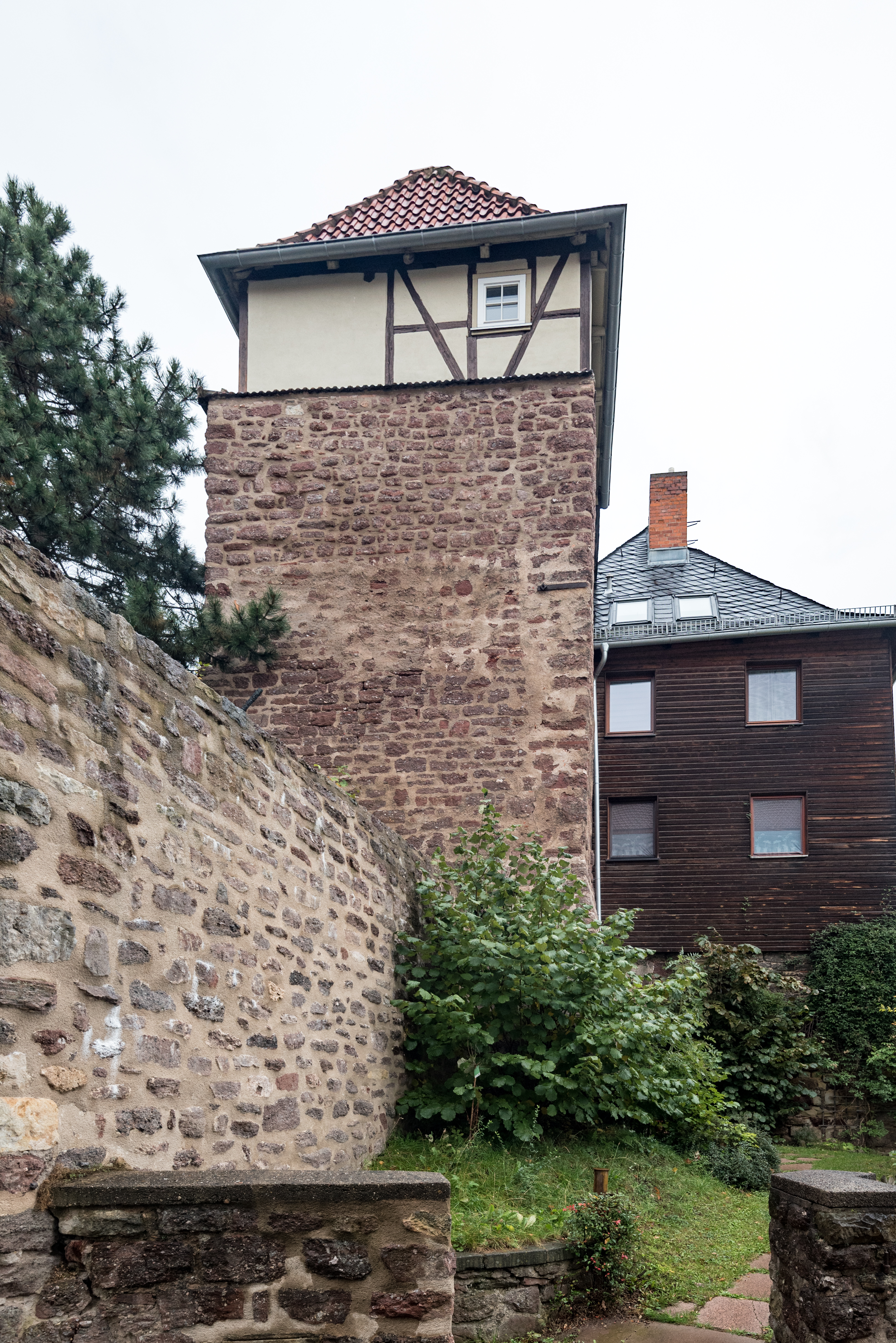
Glockenturm von Osten
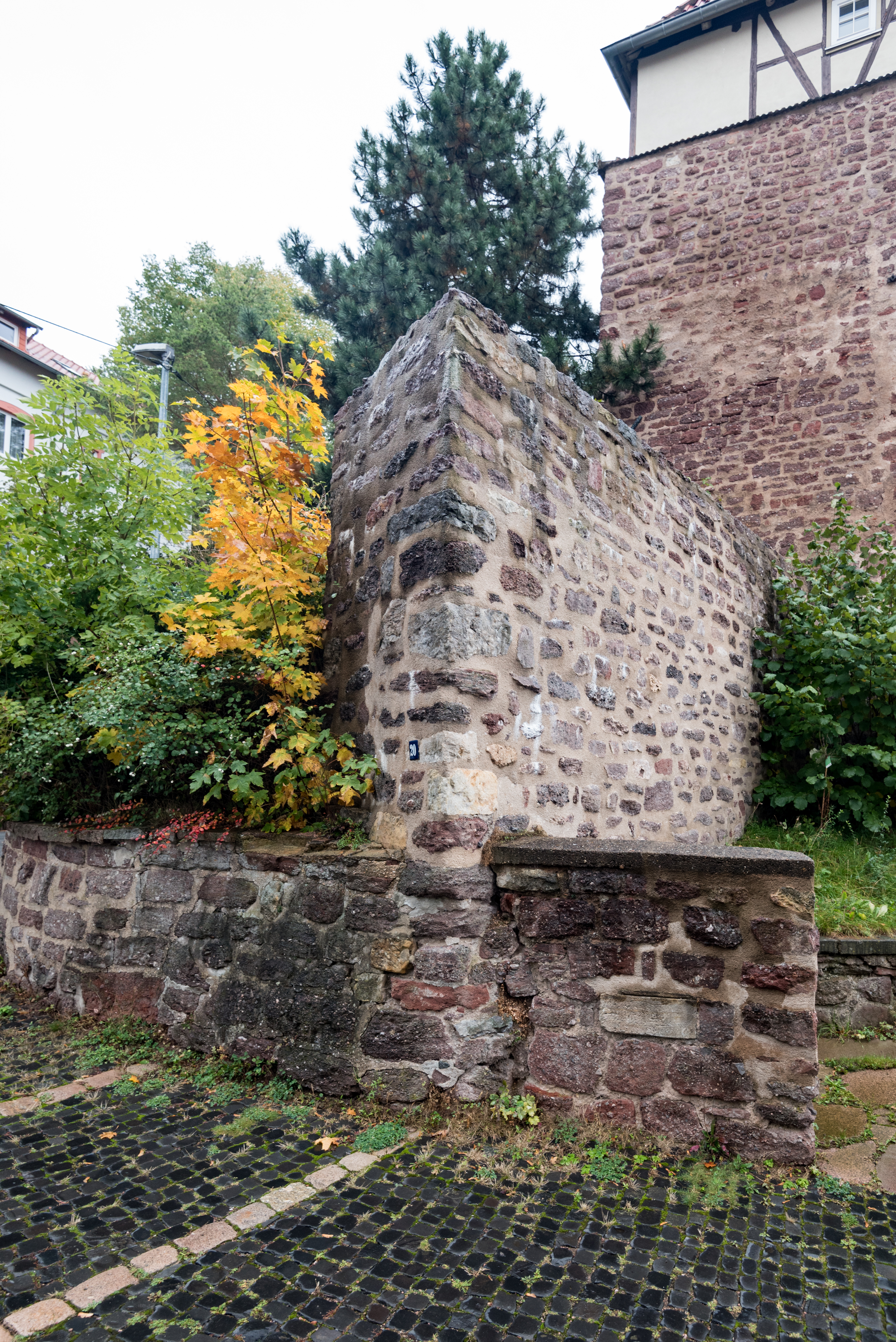
Stadtmauer östlich des Glockenturms

## Galerie historische Ansichten

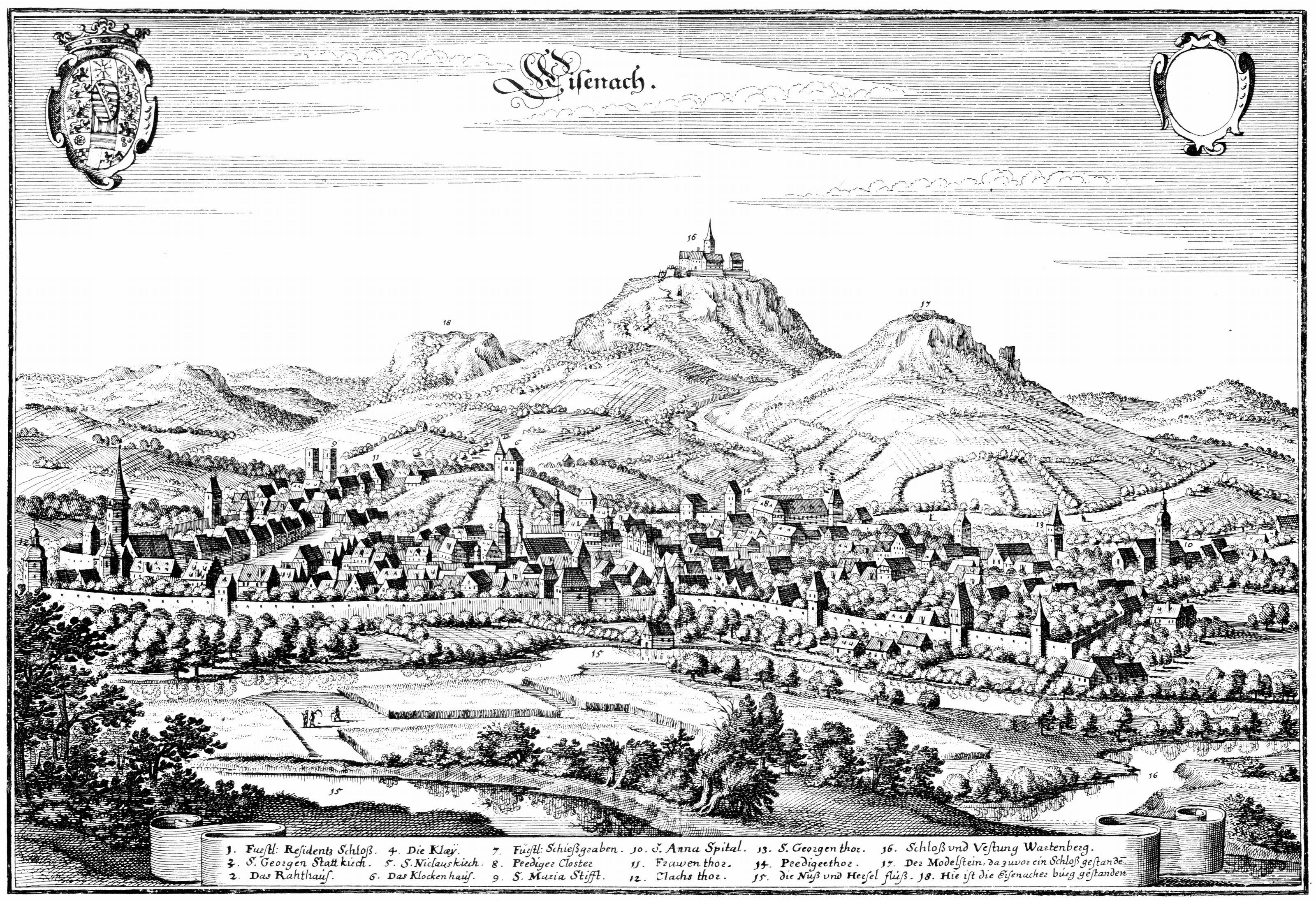
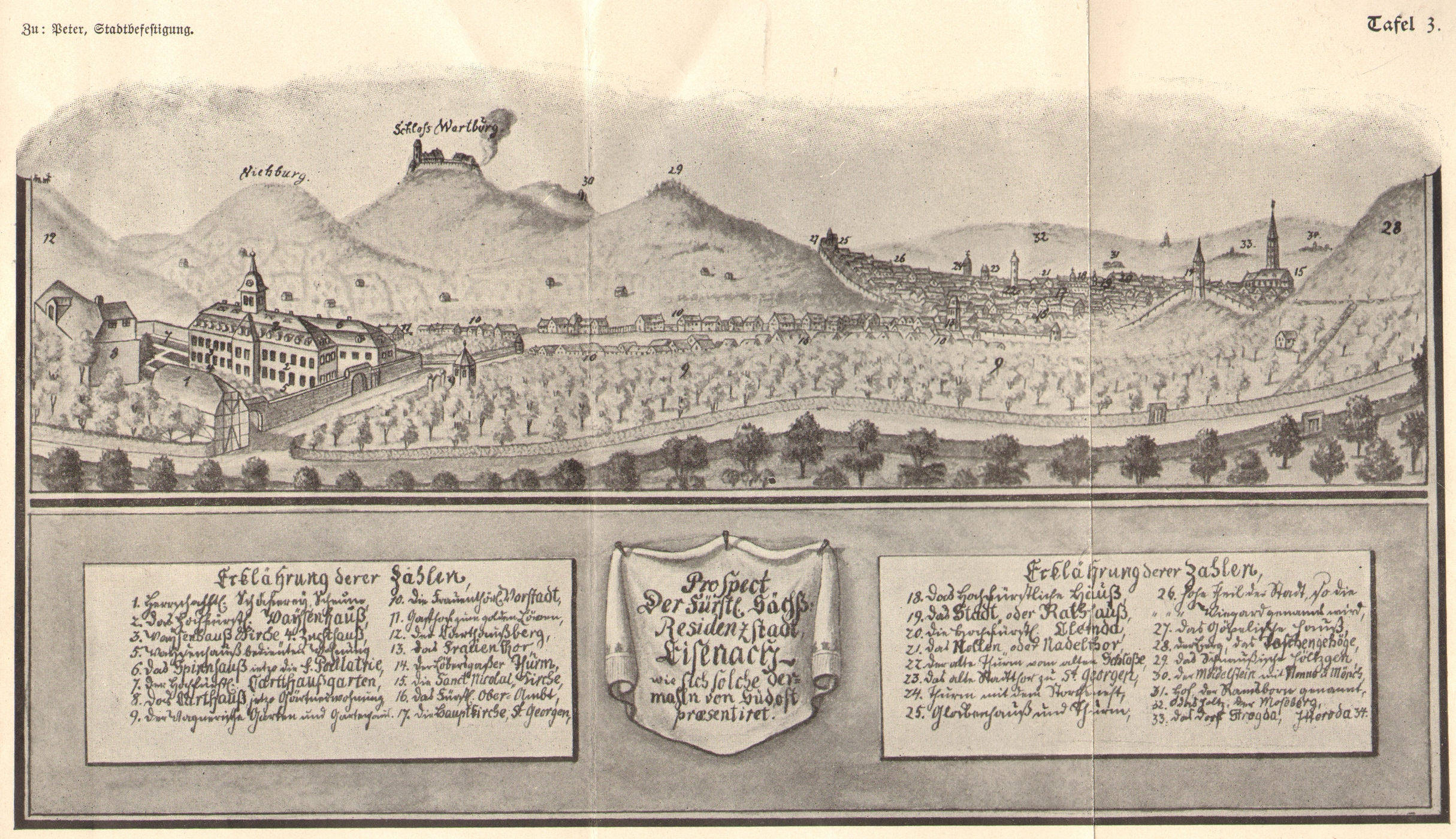
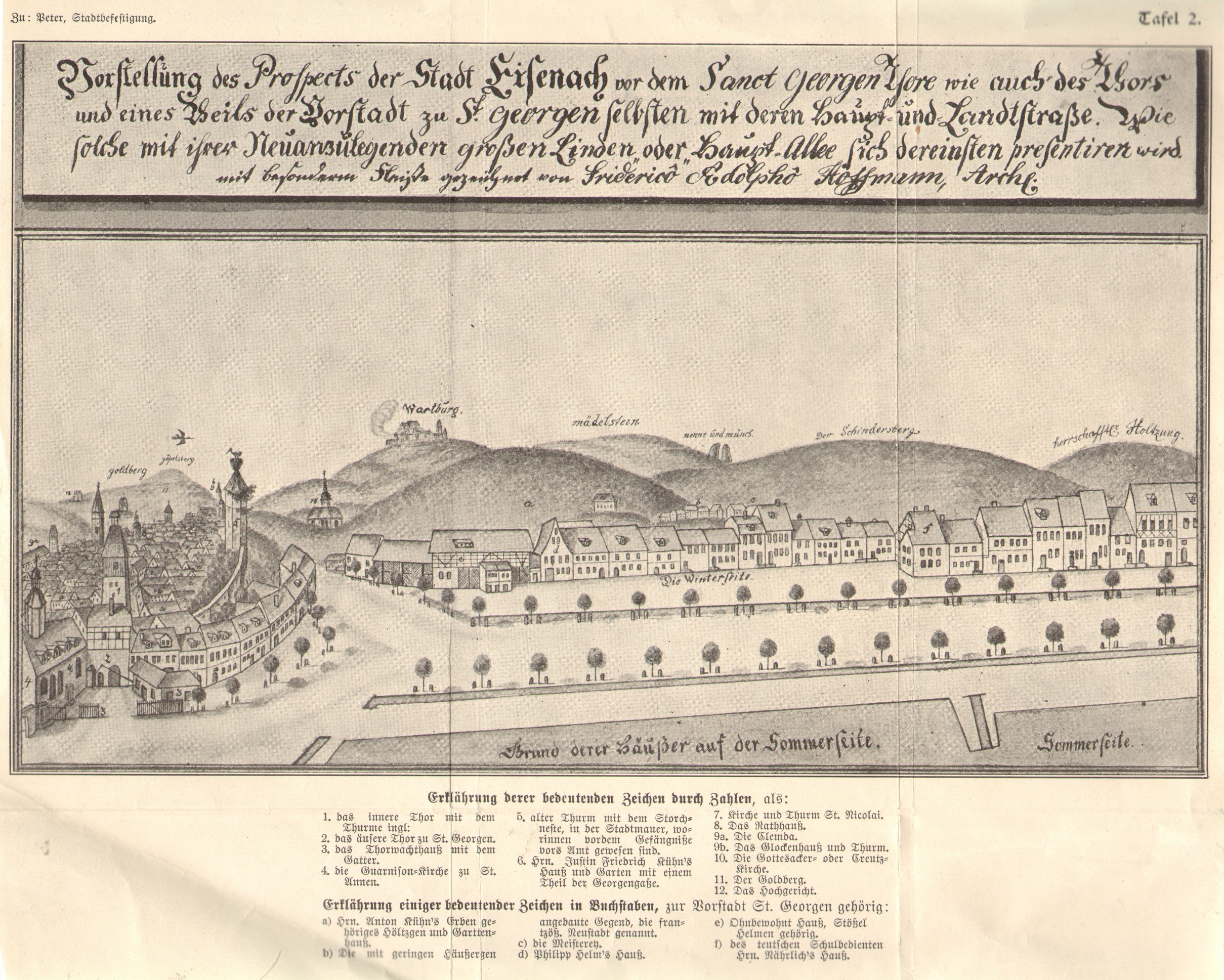
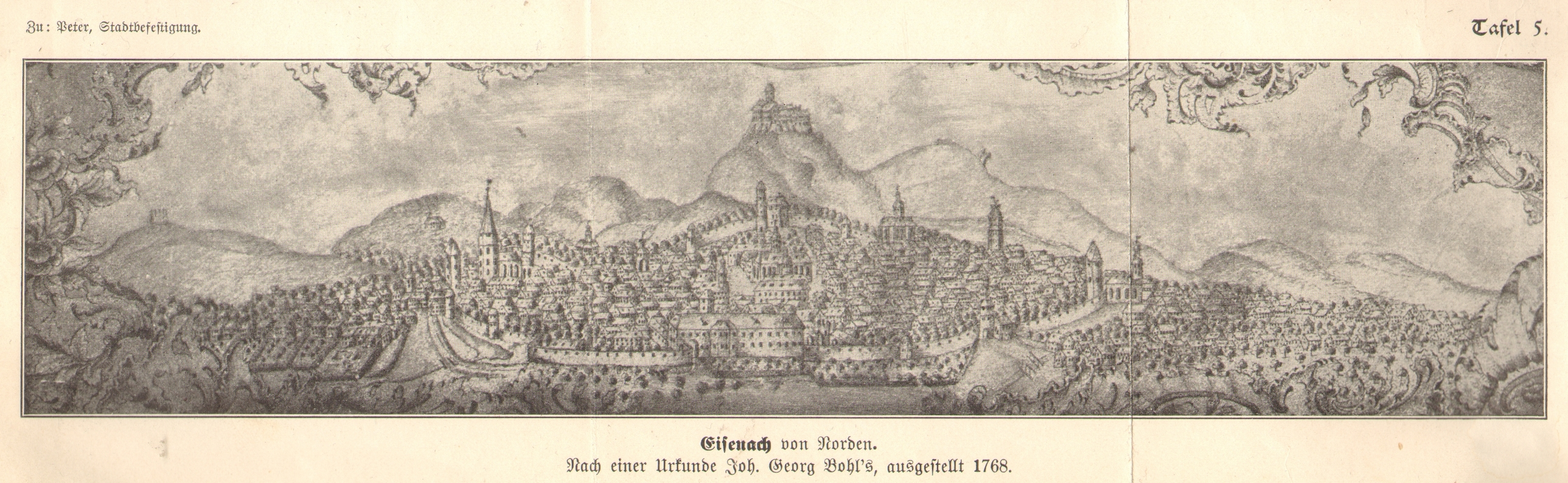